# Cambridge-i Egyetem
A Cambridge-i Egyetem (University of Cambridge, a köznyelvben gyakran Cambridge University vagy Cambridge) állami tudományegyetem az Egyesült Királyságban, Cambridge városában. Angol nyelvterületen (Oxford után) a második, világviszonylatban pedig a harmadik legrégebbi, folyamatosan működő felsőoktatási intézmény.
Az egyetem a Cambridge-ben 1209-ben letelepedő tudósok társulatából nőtte ki magát, akik – a korabeli feljegyzések szerint – Oxfordból menekültek el a helyi lakosokkal történt összetűzéseket követően. A két régi angol egyetemnek számos közös vonása van, együttesen pedig gyakran Oxbridge néven hivatkoznak rájuk.
Cambridge kimagaslóan szerepel számos egyetemi rangsorban, a Quacquarelli Symonds listáján (QS World University Rankings) 2010-ben és 2011-ben is a világ legjobb egyetemeként szerepelt, míg 2012-ben második lett. Ezen kívül 2011-ben a világ hatodik legjobb egyeteme lett a Times (Times Higher Education World University Rankings), és ötödik legjobb (egyben európai első) a Shanghai Jiao Tong Egyetem ranglistáján (Academic Ranking of World Universities). Mindemellett Cambridge folyamatosan rivalizál Oxforddal az Egyesült Királyság rangsorainak első helyéért. 2011-ben Cambridge – a Harvard és az MIT mögött – harmadik helyre került a Times hírnév alapján összeállított listáján (Times Higher Education World Reputation Rankings). Az egyetem kutatói és volt diákjai összesen 121 Nobel-díjat nyertek el.
A személynév utáni Cantab megjelölés a Cambridge-i Egyetemen szerzett fokozatra utal. Ez Cambridge latinosított nevéből (Cantabrigia) származtatott Cantabrigiensis melléknév rövid alakja.

## Története

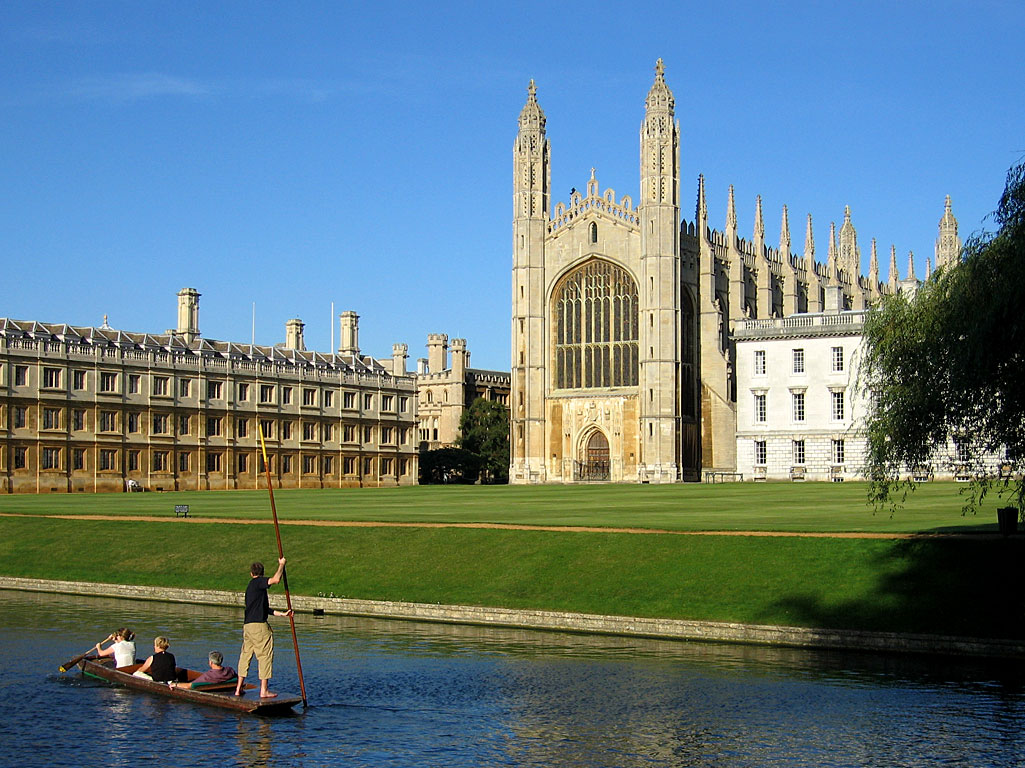
Az 1441 és 1515 között épült Clare College (balra) és a King's College a kápolnával (középen)

Az 1208–9-es tanévben az Oxfordi Egyetem egy tagja nyíllal megölt egy helyi asszonyt, amire válaszul a feldühödött lakosság és városvezetés János angol király egyetértésével több tudóst is felakasztott. Ez egyértelműen sértette a papi védettséget, akkoriban ugyanis minden tudós egyben pap is volt. A feszült viszonyban jelentős részük biztonságosabbnak látta más városban folytatni a munkát, így telepedett le egy csoportjuk 1209-ben Cambridge-ben is. Négy évvel később János behódolt a pápának, ezáltal az oxfordi lakosság is elveszítette a király támogatását a papokkal szemben. Ezután az elmenekült tudósok legtöbbje biztonságban visszaköltözhetett Oxfordba, Cambridge-ben azonban többen is megmaradtak, és ott folytatták a tudományos munkát.
Az 1200-as évek elejéig az egyetemek jogai egyáltalán nem voltak tisztázottak, az universitas szó is csak tanítással foglalkozó emberek egy csoportját jelölte. A 13. század elején alakult ki a studium generale fogalma, mely bizonyos mértékig már meghatározta az oktatás menetét. A Cambridge-i Egyetem hivatalos megalapításának azt tekinthetjük, hogy 1231-ben III. Henriktől jogi védettséget és néhány adó alól mentességet kapott, majd 1233-ban IX. Gergely pápa engedélyezte, hogy tudósai bárhol taníthassanak. 1290-ben IV. Miklós pápa már studium generaleként említette az egyetemet egy levelében, ezt a besorolást 1318-ban XXII. János pápa is megerősítette.

### A college-ok alapítása
Oxford és Cambridge jellegzetessége, hogy az egyetemi intézeteken, kutatóközpontokon felül részben autonóm intézmények, ún. college-ok alkotják, a diákok, és az oktatók nagyobbik része pedig nem csupán az egyetemmel, hanem valamely college-dzsal is jogviszonyban áll. Ez azonban nem volt mindig így: az első college (Peterhouse) alapítására is csak 1284-ben került sor. Kezdetben az egyetem tagjai kolostorokban vagy bérelt, majd vezető tudósok által építtetett, de magántulajdonban álló szállásokon, hostelekben éltek. Ezen épületek legtöbbjét később bekebelezték a college-ok, nyomaik azonban ma is felfedezhetőek, például a Garret Hostel Lane utcanévben.
A 15. század előtt az egyetemi polgároknak csak töredéke tartozott college-hoz. A korai college-okat egyházi vezetők vagy királyi méltóságok alapították, akik adományaikkal tudósok egy csoportját, a college-ok tagjait támogatták. Céljuk a tanulás segítése, a katolikus egyház fejlesztése, és természetesen saját presztízsük növelése volt. A tagoknak cserébe teljesíteniük kellett az alapítók kéréseit, és rendszeresen miséket kellett tartaniuk meghatározott célokért, beleértve az alapítók (és családjuk) lelkéért imádkozást is. A 16. század közepére a college-ok jelentős befolyásra tettek szert. Ekkorra számuk már tíz fölé emelkedett, és vezetőik közül került ki az egyetem alkancellárja is. A század eleji intézmény meghatározó alakja volt John Fisher, aki számos elnöki tisztséget is betöltött, de komoly szerepe volt két új college (Christ's és St John's) megalapításában és az első dotált tanári cím (Lady Margaret Professorship of Divinity) létrehozásában is.
Az 1520-as évektől kezdve a lutheri tanok és a reformáció Cambridge-ben is éreztetni kezdte hatását, élénk viták témájává vált az egyetemen. A 30-as években az első feleségével kötött házasságát érvényteleníteni kívánó VIII. Henriknek kapóra jött a vallási megosztottság. Főminisztere, Thomas Cromwell, valamint a későbbi canterburyi érsek, Thomas Cranmer közbenjárásával az egyetemet is felhasználta az érvénytelenítés legitimálására, és egy új, a katolicizmustól, de Luther Márton elképzeléseitől is eltérő irányzat kialakítására, melyen a későbbi anglikán egyházak alapulnak. 1536-ban Henrik a Kánonjogi Kar feloszlatására utasította Cambridge-et (és Oxfordot), és a skolasztikus filozófia tanítását is megtiltotta. Ennek hatására az egyetemen a kánonjog tanulmányozása elhalt, a hangsúly pedig átkerült a görög és latin klasszikára, a bibliatanulmányokra és a matematikára.
A Peterhouse 1284-es létrejötte óta eltelt évszázadok során számos college-ot alapítottak, és bár kisebb-nagyobb szünetek előfordultak (a Sidney Sussex 1596-os és a Downing 1800-as alapítása közt például 204 év telt el), újak a 20. században is nyíltak. Cambridge college-ainak száma ma 31, közülük a 70-es évek végén épült Robinson nyitotta meg legutóbb kapuit, bár a Homerton csak 2010 márciusában kapta meg a teljes értékű egyetemi college státuszt (ezelőtt hivatalosan az egyetem által jóváhagyott közösségként működött).

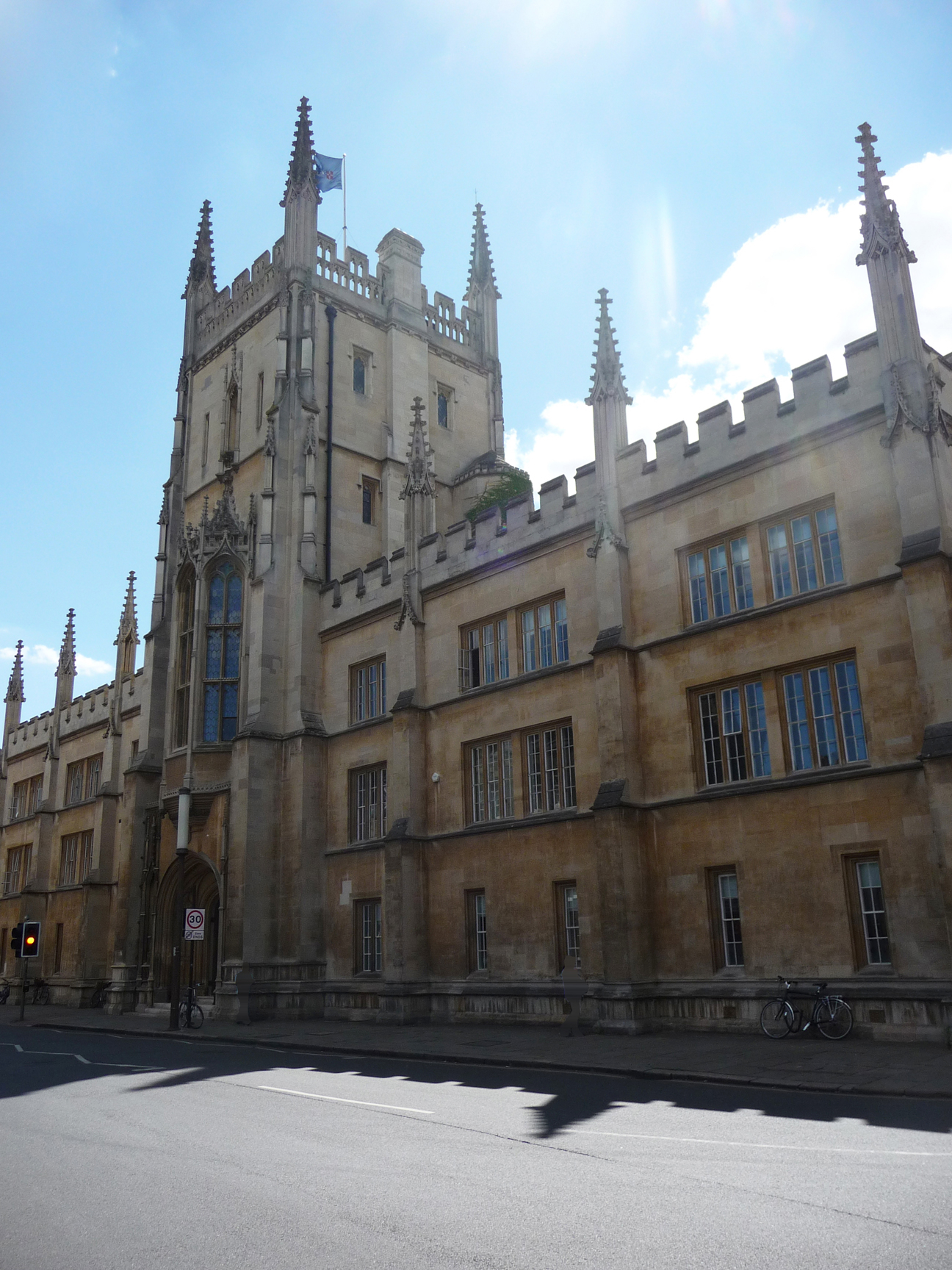
A Pitt-épület, a Cambridge University Press régi főhadiszállása

### A matematika domináns szerepe
A 17. század végére – jelentős mértékben Isaac Newton eredményeinek köszönhetően – a matematika (beleértve a matematikai fizikát is) vált a cambridge-i oktatás leghangsúlyosabb elemévé, ezzel függ össze, hogy az 1725 körül létrehozott vizsgákon is főleg matematikát, valamint némi filozófiát kértek számon. Ezek még szóbeli vizsgák voltak, a részvétel pedig nem volt kötelező (a cél mindössze a legjobb diákok rangsorolása volt). Később írásbeli feladatokat kellett megoldani, melyeket 1790 környékétől már nyomtatva kaptak a diákok. A 19. század elejéig a tanulóknak ez volt az egyetlen lehetőségük arra, hogy tudásukat összemérjék, ennek köszönhetően jó néhányan olyanok is vállalták a vizsgát, akik később egészen más területen alkottak kiemelkedőt. Ebből a Tripos névvel illetett vizsgából alakult ki a mai egyetemek számonkérési rendszere. Az 1800-as évek első felében új Triposok is indultak (1816-ban sor került az első vizsgákra polgári jog szakon, 1824-ben elindult a klasszika Tripos, majd 1843 után a teológia Tripos is), de a Tripos alatt továbbra is a matematikavizsgákat értették. Dominanciáját az is jelzi, hogy egy ideig az újonnan bevezetett vizsgákat csak akkor kísérelhette meg a diák, ha előtte a matematika Triposon megfelelt.
Newton sikerei tehát kiemelkedő szerephez juttatták a matematikát (és a matematikai fizikát) a cambridge-i oktatásban, viszont eközben háttérbe szorították a külföldi tudósok eredményeit. A 18. században az egyetem nem kísérte figyelemmel a francia és a német matematika fejlődését, a Tripos így szükségképpen elavult. A tananyag korszerűsítésére az 1820-as években került sor, ennek köszönhető, hogy a 19. században a kurzust elvégők közül számos kiemelkedő matematikus (Cayley, Sylvester) és fizikus (Maxwell, Kelvin) került ki. Történt mindez annak ellenére, hogy Cambridge egészen az 1900-as évekig leginkább az alapképzésre járó hallgatók oktatására, és nem a kutatásra koncentrált. A tudomány művelése, mint elsődleges cél csak a 20. század során fokozatosan alakult ki, német és amerikai minta hatására.
A matematika mellett a természettudományok is előtérbe kerültek, ezt tükrözik az egyetem és külső támogatók által a 17–18. században létrehozott és szponzorált, máig létező professzori titulusok is: a matematika és fizika (Lucasian) tudományterületén kívül egy-egy címet alapítottak az anatómia, a csillagászat és kísérleti filozófia (Plumian), a csillagászat és geometria (Lowndean), a botanika, a geológia (Woodwardian) és a kémia témakörében is. Az évszázadok során Cambridge-ben végzett tudósoknak alapvető tudományos eredmények felfedezésében volt szerepük, többek közt a következőkben:
- A tudományos módszer megértése (Francis Bacon)
- A mozgás törvényeinek leírása és a matematikai analízis fejlődése (Isaac Newton)
- A hidrogén felfedezése (Henry Cavendish)
- A termodinamika fejlődése (Lord Kelvin)
- Az elektron (J. J. Thomson), majd az atommag és a proton felfedezése (Ernest Rutherford)
- Az elektromágnesség egységesítése (James Clerk Maxwell)
- Az evolúció és természetes szelekció elmélete (Charles Darwin)
- A Turing-gép, a számításelmélet alapvető modelljének definiálása (Alan Turing)
- A DNS szerkezetének meghatározása (Rosalind Franklin, Francis Crick, James D. Watson és Maurice Wilkins)
- A kvantummechanika alapjainak kidolgozása (Paul Dirac)

## Az egyetem

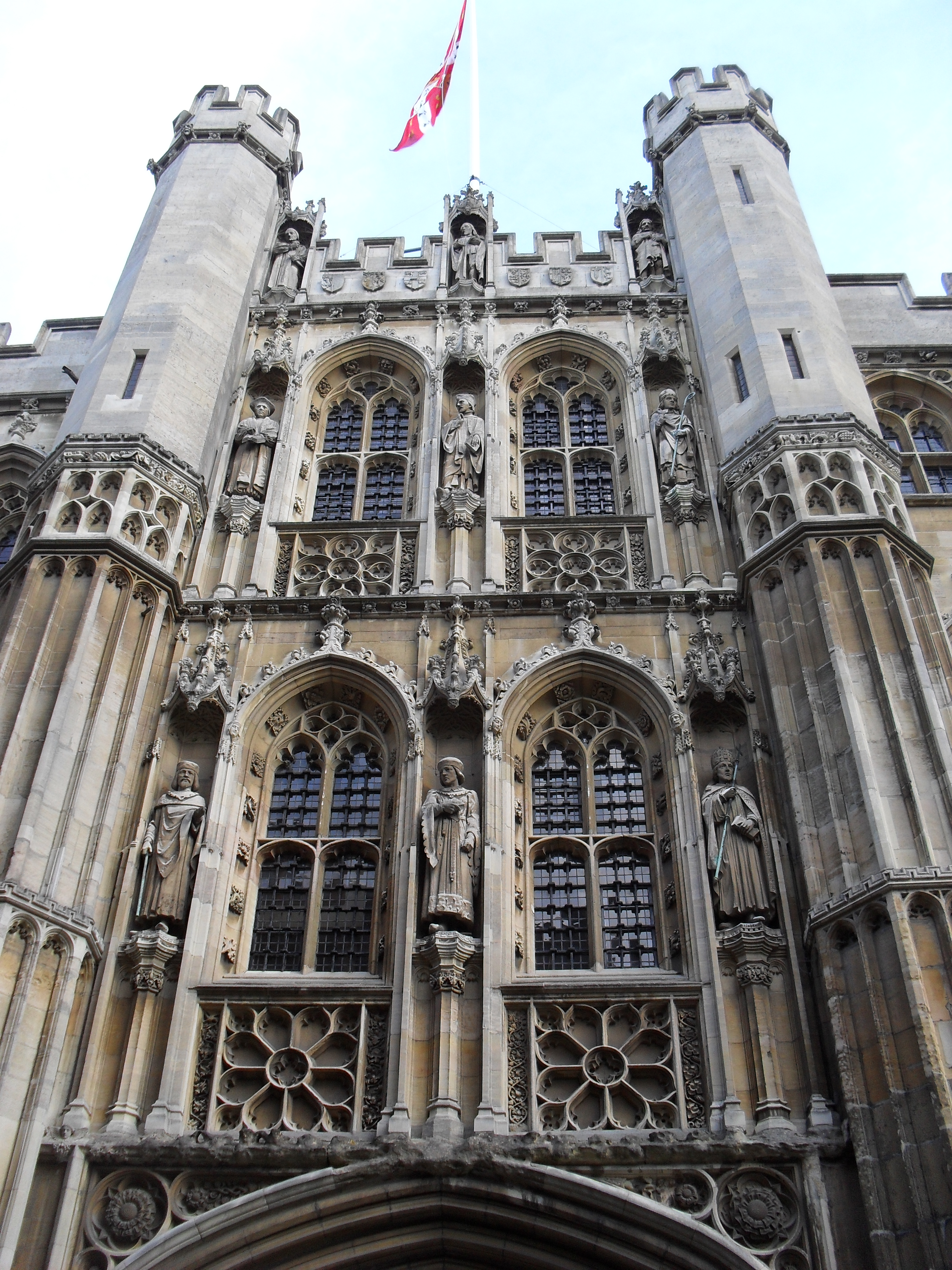
Az egyetem adminisztrációs központja, az úgynevezett "Old Schools" bejárata

Cambridge-re és az Oxfordi Egyetemre az Egyesült Királyságban számos esetben közös Oxbridge néven hivatkoznak, nevük Nagy Britanniában összefonódott. Ez a két egyetem bocsátotta ki az Egyesült Királyság, a volt Brit Birodalom, és egyben a világ jelentős részének legismertebb tudósait, íróit és politikusait. Mindkettő tagja a Russell Group of Universitiesnek (a nagy, kutatás-központú egyetemek brit hálózata), a Coimbra Groupnak (a vezető nemzeti egyetemek európai csoportja) és a LERU-nak (League of European Research Universities).
Cambridge-nek több Nobel-díjasa van, mint bármelyik egyetemnek a világon (például a Harvard-nak, a Yale-nek vagy éppen Oxfordnak), hiszen 89 Nobel-díjas kötődik Cambridge-hez. Itt tanult többek között Newton, Darwin, Bacon, Lord Kelvin, Stephen Hawking, Ludwig Wittgenstein, David Attenborough és még több ezer neves színész (például Richard Attenborough, Hugh Laurie), író (például Virginia Woolf, Lord Byron, Salman Rushdie), kutató, avagy történelmi személyiség (például Oliver Cromwell); összesen 14 brit miniszterelnök, és a királyi család számos tagja tanult Cambridge-ben. Az egyetem rendkívül sok tudományos eredménnyel büszkélkedhet. Itt fogalmazták meg az elektromágnesség törvényeit, fedezték fel a DNS spirálját, hasítottak ketté atomot, fejlesztették ki a világ első számítógépét[forrás?] stb. Az egyetem kétségkívül leghíresebb magyar kutatója Szent-Györgyi Albert volt, aki 1927-ben doktorált az egyetemen, a Fitzwilliam College tagjaként.
Érdekesség, hogy a brit királyi család, a Windsor-ház a Cambridge-t részesíti előnyben Oxforddal szemben. A királyi család első két tagja aki egyetemen diplomázott, egyaránt a Cambridge-i Egyetemen tanult: Károly walesi herceg a Trinity College tagjaként, öccse, Eduárd herceg pedig a Jesus College tagjaként. A királynő férje, az Edinburgh-i herceg 1976–2011 között egyetem kancellárja volt (ami protokolláris funkció, az egyetemet az alkancellár irányítja, ő a rektor), míg házasságát követően Vilmos herceg a „Cambridge hercege” cimet kapta, felesége Katalin pedig cambridge-i hercegnő lett.

## Rangsorolása
Cambridge az egyik legrangosabb és leggazdagabb egyetem az egész világon, szinte bármelyik, és bármikor készült egyetemi rangsort tekintve is mindig a Top 5-ben található; számos esetben a Harvard Egyetem után második helyezettként. Mind 2010-ben és 2011-ben is a széles körben elfogadott QS egyetemi ranglistán a Cambridge Egyetem ért fel a „dobogó” legfelső fokára, a második helyre taszítva a Harvard Egyetemet. John Harvard egyébiránt maga is Cambridge-ben végzett, mint ahogy az amerikai Cambridge-t, ahol a Harvard Egyetem található Massachusetts államban, szintén brit ősének tiszteletére nevezték el így. Mindezen felül Cambridge a World Brand Lab felmérései alapján az ötödik legismertebb, és legmegbecsültebb egyetemi „márka” a világon, és az ötvenedik legismertebb „világmárka”. A TIMES magazin egyetemek reputációját vizsgáló, kétévenkénti, először 2011-ben megjelent ranglistáján a Harvard és az MIT után Cambridge-t a harmadik helyen hozta ki 2011-ben és 2013-ban egyaránt.
Habár a brit ranglistákon Cambridge és Oxford váltja egymást a legelső helyen, a legelismertebb világranglisták minden évben egyértelműen a Cambridge Egyetemet hozzák ki előkelőbb helyezettnek a két intézmény közül. Az említett QS listán 2011-ben Cambridge az 1., míg Oxford az. 5. helyen áll, a gyakorlatilag kizárólag a tudományos teljesítményt mérő, egyben a legrégibb világranglistán ARWU világranglistán Cambridge az 5., Oxford a 10. helyen áll, és egyedül a TIMES 2010-es ranglistáján vannak azonos szinten, hiszen itt mindkét egyetem a 6. helyen áll a világon.

## A College rendszer
Cambridge és Oxford egyaránt megtartotta a college rendszert, amelyből jelenleg Cambridge-ben 31 létezik, és amelyekben a diákok laknak, szocializálódnak, tanulnak. Gyakori tévedés, hogy a látogatók a college-eket önálló intézményeknek, főiskoláknak hiszik, de erről szó sincs: az összes college alapításától kezdve az egyetem szerves része (és alapításuk célja is minden esetben az volt, hogy az egyetem szerves részei legyenek), soha egyetlen college sem volt önálló. A college-ok között éppúgy megtalálhatóak a pár évtizede alapítottak, mint a zömében több száz éves régiek. A college-ok (melyek jelentését és funkcióját a magyar „kollégium” szó aligha adja vissza) nem csupán a diákok elszállásolásáért és étkeztetéséért felelősek, de undergraduate (B.A.) szinten az oktatás jelentős része is itt folyik, és az oktatók többsége is tagja valamely college-nek. A diákok college-tagsága egy életre szól, és mivel a college egy kisebb közösség az egyetemen belül, saját történelemmel, hagyományokkal, sportcsapatokkal és különféle társaságokkal, számos diák, legfőképpen B.A. szinten, jobban kötődik a college-hez, amelynek tagja, mint magához a teljes egyetemhez. A college-ok önálló épülettömbjein kívül (amelyek közül a városközpontban találhatóak Cambridge legfőbb látványosságai - igaz a tágan értelmezett városközpontban és Cambridge nyugati felén gyakorlatilag nincs is magánépület, hiszen minden épület az egyetemé, bár ezt a jelölések hiányában ritkán lehet észrevenni -, saját sportpályákkal, könyvtárakkal is rendelkeznek. A college-ok, bár az egyetem szerves részei, jelentős önállósággal bírnak, amit saját vagyonuk is jelez: a legkisebb vagyonú a St. Edmund’s College, hozzávetőlegesen 22 millió font (10.5 milliárd forint) tőkével bír, míg a leggazdagabb, a Trinity College nagyjából 1.9 milliárd fontnyi vagyonnal rendelkezik. (körülbelül 920 milliárd forint). Ezek az összegek azonban nem tartalmazzák a college-ok egyéb vagyontárgyait, például az épületeket, földterületeket, műtárgyakat, így például a Trinity College által birtokolt földterület (amelynek egy részén high-tech tudományos kutatópark található) értéke mintegy 3,5 milliárd font. A college-ok szerepét és fontosságát azonban nagymértékben csökkenti, hogy az összes intézet és kutatóközpont a központi egyetemhez tartozik.

## Intézetek
Klasszikus értelemben vett karok nincsenek, ill. csak viszonylag laza szervezésű iskolák vannak az egyetemen, helyette az intézetek és tanszékek önállósága nagyobb, amelyekből több mint 150 létezik. Jellemzően minden intézet egy teljes épületben vagy épületkomplexumban foglal helyet, amelyek egy része „telepekre” csoportosul a városközponttól nem messze, ahol egy tömbben több, általában rokontudományi intézet épületei is megtalálhatóak. Így például a Sidgwick-telepen megtalálható a Vallástudományi Intézet épülete, a Jogi Intézet, a Klasszika-Filológia Intézet, a Történeti Intézet, a Kriminológiai Intézet, stb.
A fizika-kémia és rokontudományaik kutatóközpontjait az 1970-es évektől az egyetem elkezdte kitelepíteni a városközpontból egy hatalmas Nyugat-Cambridge-i telepre, ahol a csúcstechnológiai kutatóközpontok felhúzására forintban számolva több mint 1000 milliárd forintot költöttek eddig. A Nyugat-Cambridge-i telepen kívül eső új intézeteket, mint például a Matematikatudományok Központját is Cambridge nyugati részén rendezte be az egyetem. A régi laboratóriumok nagy része így már csupán oktatási vagy kiállítási funkciót tölt be, például Crick és Watson régi laborjában, a Cavendish Laboratóriumban, ahol a DNS-t felfedezték, szintén nem folyik már érdemi kutatás. Az egyetemhez tartozik az Addenbrooke's kórházkomplexum, es a Cambridge Biomedikai Kampusz, ami az Egyesült Királyság és egyben Európa egyik legnagyobb és legmodernebb kórházkomplexuma.

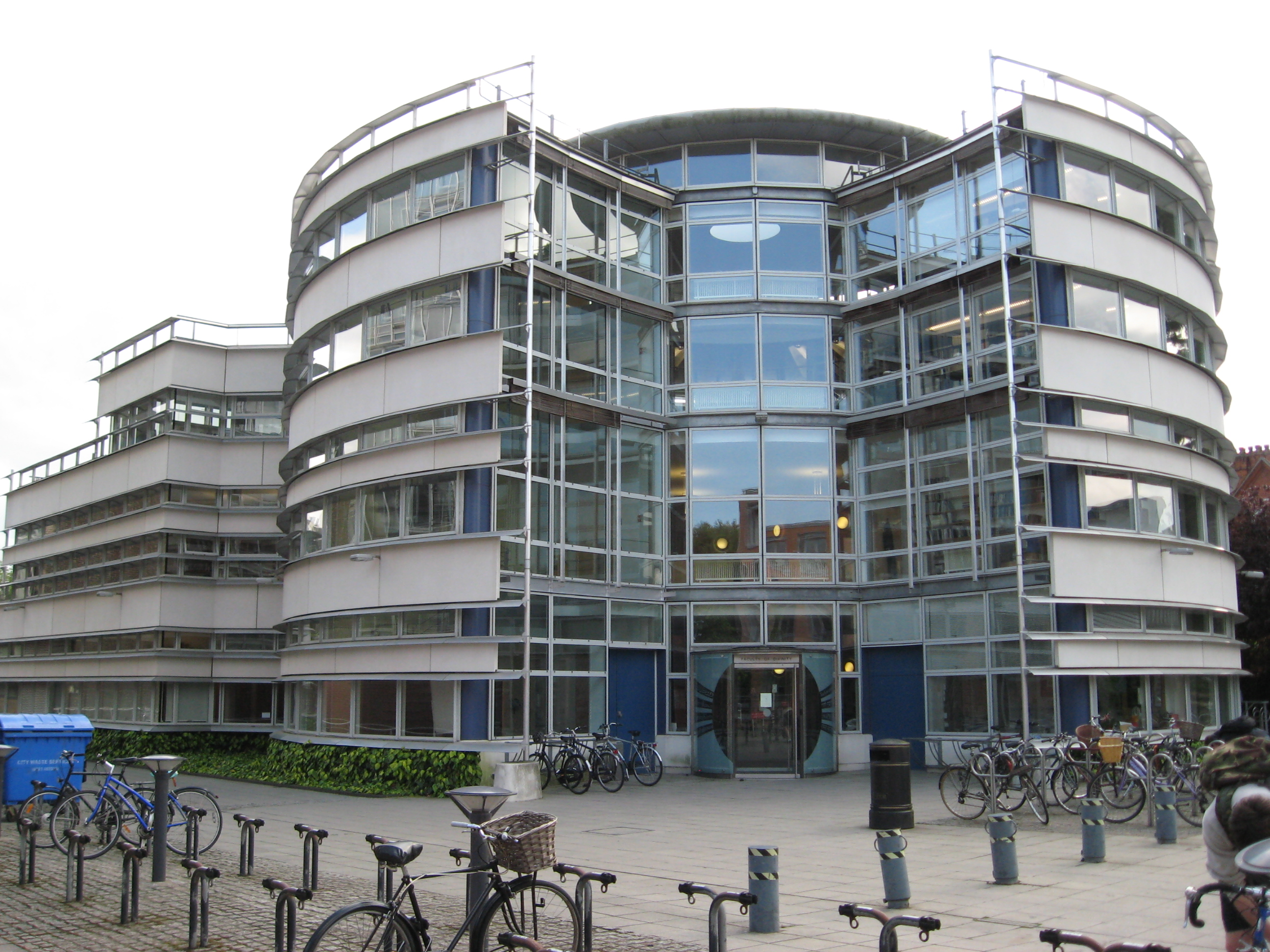
A Vallástudományi Intézet

Cambridge oktatási rendszere B.A. szinten Oxfordhoz hasonlóan az úgynevezett tutorial-rendszerre épül, amelynek lényege, hogy minden diáknak van egy vezető oktatója (aki az adjunktustól kezdve lehet egy Nobel-díjas professzor, miniszter, stb. is) akivel legalább hetente egyszer találkozik, és kettesben, de maximum hármasban átbeszélik az adott anyagot, a diák minden hétre megírt dolgozatát, stb. A diákok ezen felül természetesen előadásokra is járnak. A rendszer egy rendkívül intenzív és személyre szabott oktatási módot tesz lehetővé, amelyhez természetesen nagyon jó tanár-diák arány kell. Cambridge felvételi követelményei mind alap-, mester- és doktori szinten a legmagasabbak között vannak a világon: a világ minden tájáról érkező, a saját területükön kiemelkedően jó jelentkezőknek csupán pár százaléka nyer felvételt. Másrészt Cambridge és Oxford diákjai a felmérések szerint átlagosan mintegy 50%-kal több időt fordítanak tanulmányaikra, mint az egyéb elit brit egyetemek (pl. UCL) diákjai. Ellentétben egyes elit amerikai egyetemekkel, pl. Yale-lel, ahol a régi diákok gyermekei bizonyos mértékű előnyt élveznek a felvételin a felvételi döntésekben semmilyen szerepet nem játszik az, ha valakinek a szülei is Cambridge-ben jártak; erre az egyetem egyszerűen nem kérdez rá. Érdekesség, hogy BA-szinten a diák azonos évben nem jelentkezhet Cambridge-be és Oxfordba is, hanem választania kell a két egyetem közül (ezen felül, míg az Egyesült Államokban a diák korlátlan számú egyetemre jelentkezhet, Nagy Britannia esetében maximálisan ötöt jelölhet meg). BA szinten az egyetem hallgatóinak 80%-a brit, viszont mester- és doktori szinten a hallgatók több mint 65%-a az Egyesült Királyságon kívülről érkezik, jellemzően Észak-Amerikából, Európából és a Távol-Keletről.

## Könyvtár
Cambridge Egyetemének van a világon az egyik leghatalmasabb könyvtári állománya: 114 könyvtárában több mint 12 millió könyv, emellett több millió kézirat, antik könyv és térkép található meg. Közülük a leghatalmasabb az Egyetemi Könyvtár, ami bő 8 millió könyvet tartalmaz. Az intézetek, tanszékeknek külön specializált, jellemzően 60-100 ezer kötetes könyvtáruk van, míg a college-ok könyvtárai jellemzően ezrével tartalmaznak akár több mint ezeréves kódexeket, neves könyvek első kiadásait (pl. Newton műveinek első kiadásai, Newton jegyzeteivel, stb.). Az ősi college-ok esetében szinte mindig két könyvtáruk van, egy az régi gyűjtemények, egy másik, jellemzően 50-100 ezer kötetes könyvtár pedig az alapképzésben részt vevő diákok számára.

## Könyvkiadás
Az egyetemhez tartozik a Cambridge University Press, amelyet VIII. Henrik alapított 1534-ben, így a világ legrégibb, folyamatosan üzemelő könyvkiadója, egyben (az Oxford University Press-szel fej fej mellett) a leghatalmasabb is.

## Múzeumok
Az egyetemnek összesen nyolc múzeuma (és egy botanikus kertje), amik közül a legnagyobb a Fitzwilliam múzeum, ahol a francia impresszionista festők műveitől elkezdve az egyiptomi szarkofágokon és az asszír domborműveken át a római kincseken keresztül a középkori vértezetekig hatalmas művészeti és régészeti kollekció található. Az egyetem további múzeumai: Régészeti és Antropológiai Múzeum, Zoológiai Múzeum, Whippe Tudománytörténeti Múzeum, Sarkkutatási Múzeum, Sedgwick Földtörténeti Múzeum, Antikvitás Régészeti Múzeum, Kettle's Yard (kortárs művészeti múzeum).

## Pénzügyek
Cambridge magasan Európa leggazdagabb, és a világ 6. leggazdagabb egyeteme. Cambridge és Oxford a világ egyéb vezető egyetemeivel (pl. Harvard, Yale, Princeton, Stanford, Columbia stb.) ellentétben hivatalosan nem magán-, hanem állami egyetemek, azonban jogállásuk és önállóságuk összehasonlíthatatlanul közelebb áll a klasszikus értelemben vett magánegyetemekéhez, mint az Európában domináns állami egyetemekéhez, vagy az amerikai állami egyetemekhez. (Például az egyetem összes college-e magánintézmény.) Cambridge azonban gyakorlatilag teljes önállóságot élvez, és a Brit állam ténylegesen nem birtokolja az egyetemet, sem annak épületeit, sem vagyonát, nem hozhat személyi döntéseket az egyetemet illetően, és az egyetem vezetésének jogában áll magánegyetemmé nyilvánítania Cambridge-t. A Cambridge-i Egyetem készpénzben és befektetésekben mért vagyona 2019-ben 6,9 milliárd font (körülbelül 2820 milliárd forint), ami természetszerűen nem tartalmazza az egyetem által birtokolt épületek, földterületek, műkincsek stb. több száz milliárd forintnyi összegét. Érdekesség, hogy az egyetem az Egyesült Királyság 5. legnagyobb földbirtokosa, az általa birtokolt földterület értéke körülbelül 5 milliárd font. Cambridge ezzel a pénzvagyonnal Európában magasan a leggazdagabb: az Európában 2. helyezett Oxfordi Egyetem vagyona 6,1 milliárd font, míg a 3. helyezett Edinburgh-i Egyetemé 459 millió font. (A kontinentális német, francia, svéd stb. egyetemek elenyésző, pár millió eurós vagyonnal rendelkeznek, és ugyanez igaz az ázsiai egyetemekre is). Az egyetem éves működési költsége 2019-ben 2,5 milliárd font (körülbelül 1020 milliárd forint), amiből az egyetem átlagosan 950 millió fontot költ kutatásra. (Összevetésként: a teljes magyar felsőoktatásra szánt büdzsé 2016-ban mintegy 185 milliárd forint volt.) Az éves működési költség mindössze 30%-a jön a brit államtól.

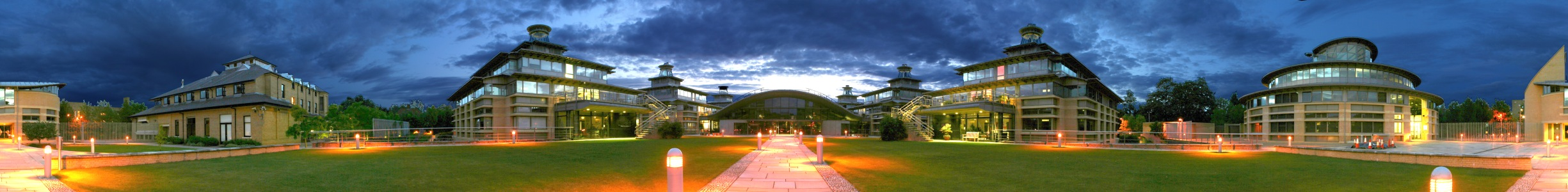
A Matematikai Tudományok Központja

## Ismertebb hallgatói
- John Milton (Christ's)
- Emma Thompson (Newnham)
- Hugh Laurie (Selwyn)
- David Attenborough (Clare)
- Károly walesi herceg (Trinity)
- Douglas Adams (St John's)
- Lord Kelvin (Peterhouse)
- Isaac Newton (Trinity)
- Sacha Baron Cohen (Christ's)
- Manmohan Szingh (St John's)
- Rachel Weisz (Trinity Hall)
- George Biddell Airy
- Francis Bacon (Trinity)
- Charles Babbage (Peterhouse)
- Niels Bohr (Trinity)
- Lord Byron (Trinity)
- Samuel Taylor Coleridge (Jesus)
- Graham Chapman (Emmanuel)
- John Cleese (Downing)
- Peter Cook (Pembroke)
- Oliver Cromwell (Sidney Sussex)
- Charles Darwin (Christ's)
- Paul Dirac (St John's)
- Rotterdami Erasmus (Queens')
- E. M. Forster (King's)
- Stephen Fry (Queens')
- Germaine Greer (Newnham)
- John Harvard (Emmanuel)
- William Harvey (Gonville & Caius)

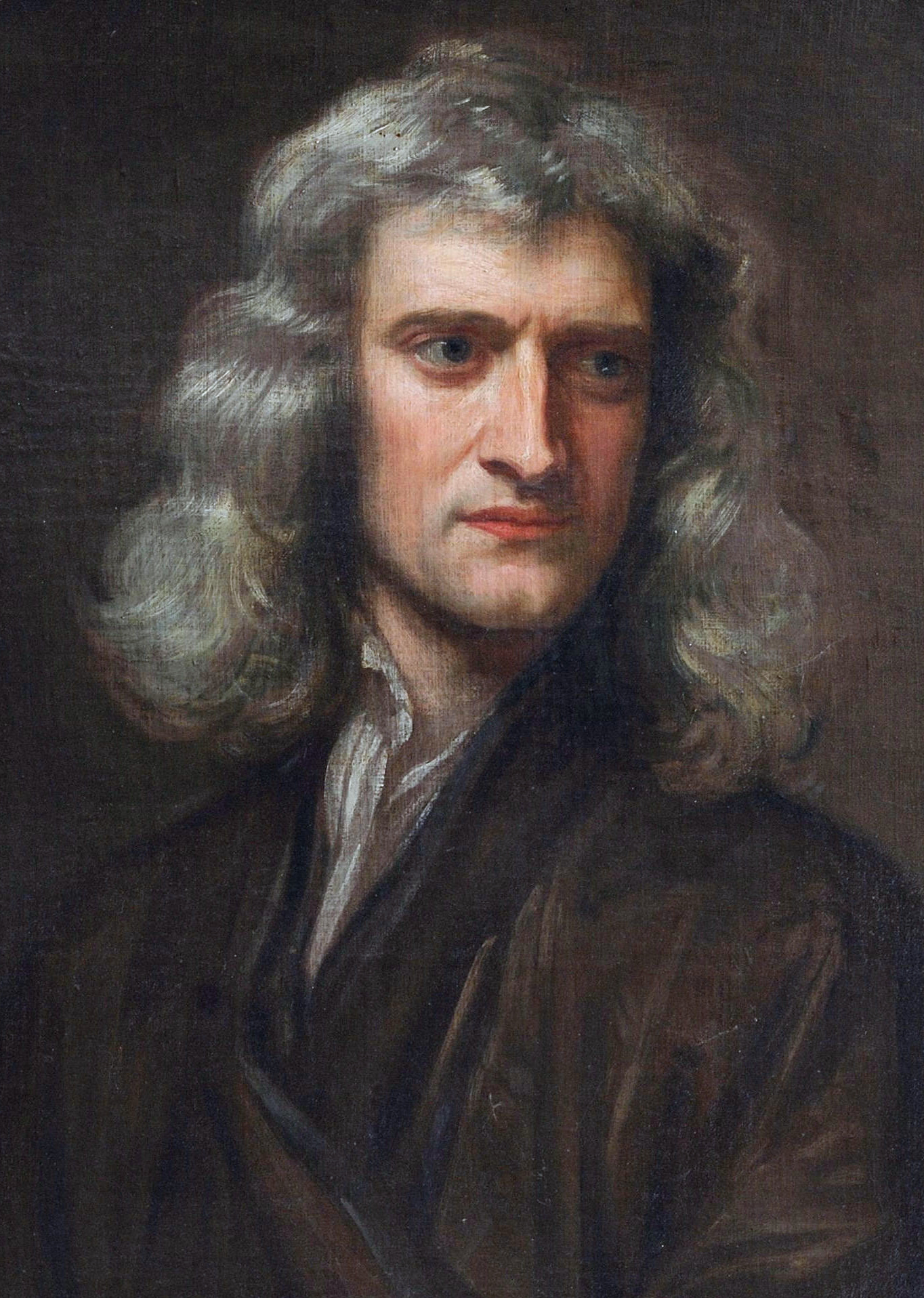
Isaac Newton

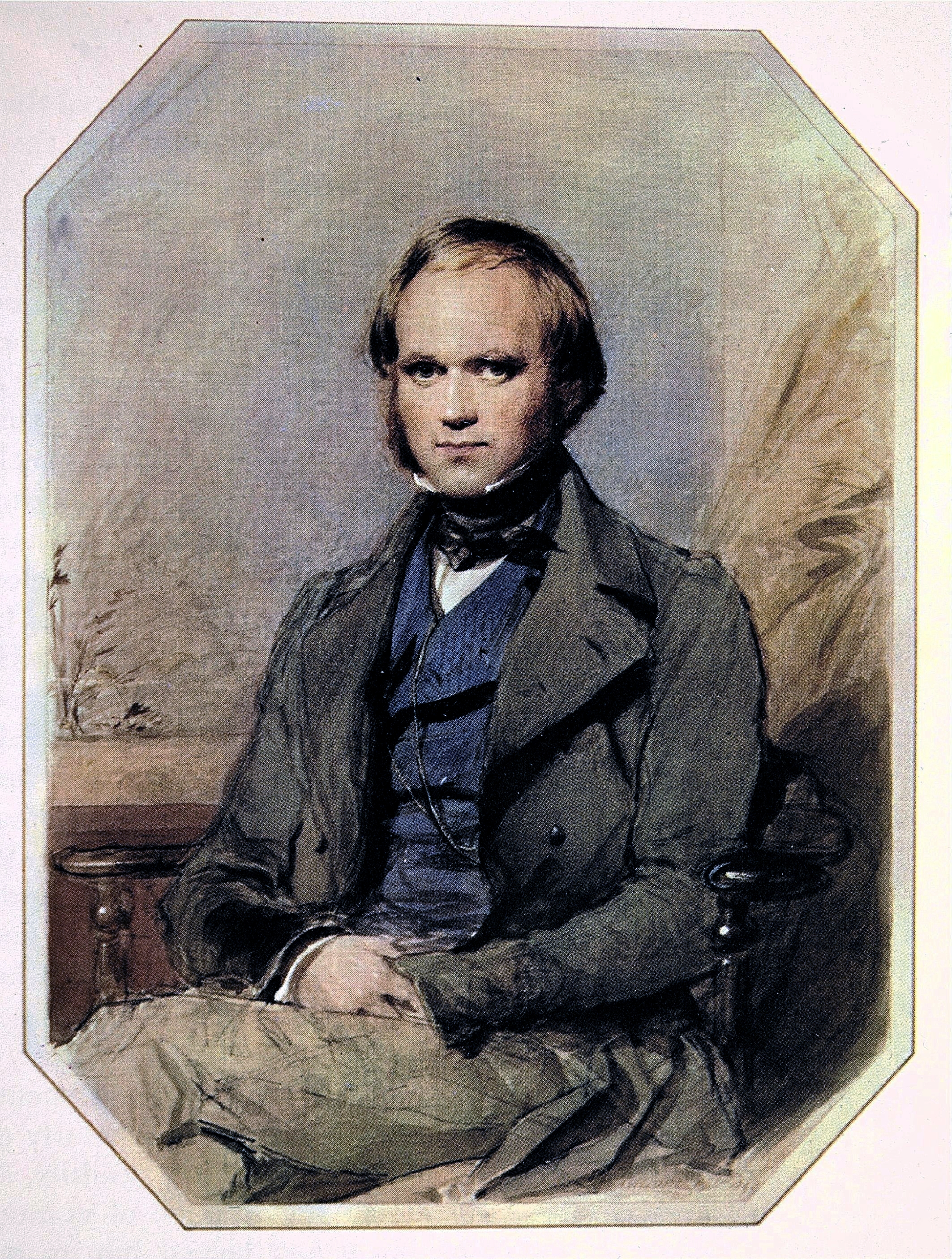
Charles Darwin

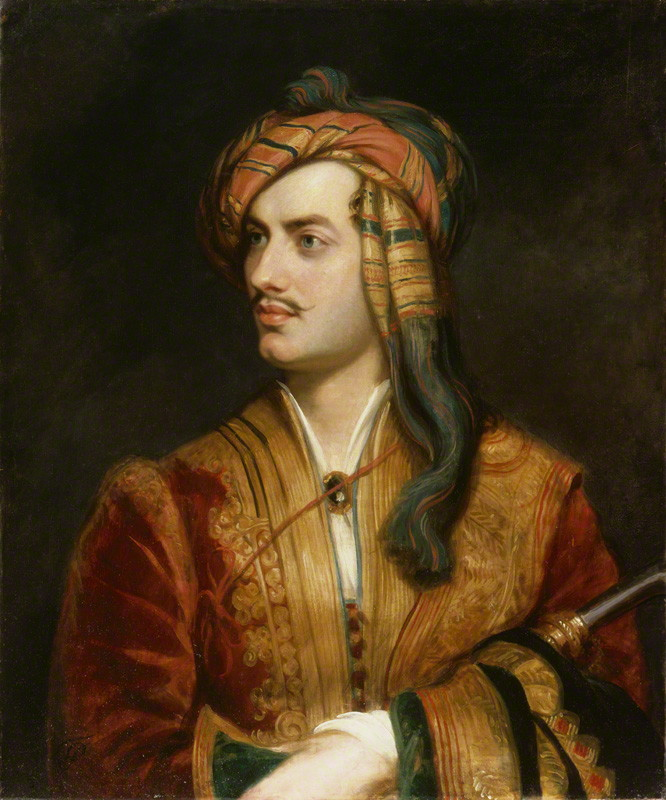
Lord Byron

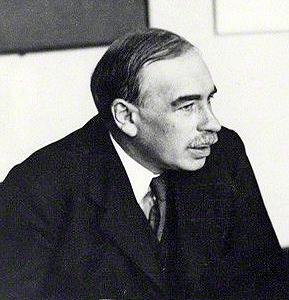
John Maynard Keynes

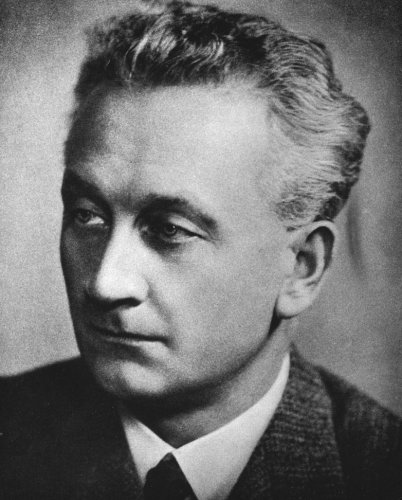
Szent-Györgyi Albert

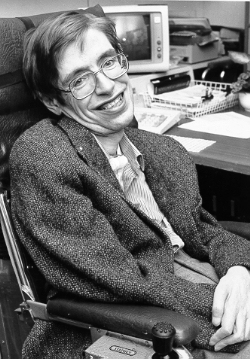
Stephen Hawking

- Stephen Hawking (Trinity Hall, Gonville & Caius)
- Ted Hughes (Pembroke)
- B. H. Liddell Hart (Corpus Christi)
- George Joye (Christ's, Peterhouse)
- Louis Leakey (St. John's)
- Clive Staples Lewis (Magdalene)
- Malcolm Lowry (St Catharine's)
- Ben Miller (St Catharine's)
- James Clerk Maxwell (Trinity)
- John Maynard Keynes (King's)
- Ian McKellen (St Catharine's)
- Alan Alexander Milne (Trinity)
- Sylvia Plath (Newnham)
- Colin Renfrew (St John's)
- Salman Rushdie (King's)
- Bertrand Russell (Trinity)
- Ernest Rutherford (Trinity)
- Szent-Györgyi Albert (Fitzwilliam)
- Siegfried Sassoon (Clare)
- Lord Alfred Tennyson (Trinity)
- Alan Turing (King's)
- John Venn (Gonville & Caius)
- Alfred North Whitehead (Trinity)
- Ludwig Wittgenstein (Trinity)
- William Wordsworth (St John's)
- William Henry Waddington (Trinity)
- Gilád Zuckermann (Churchill)
- Boldogfai dr. Farkas Tibor (1883–1940), jogász, nemzet- és országgyűlési képviselő, a legitimizmus képviselője.

## Képgaléria

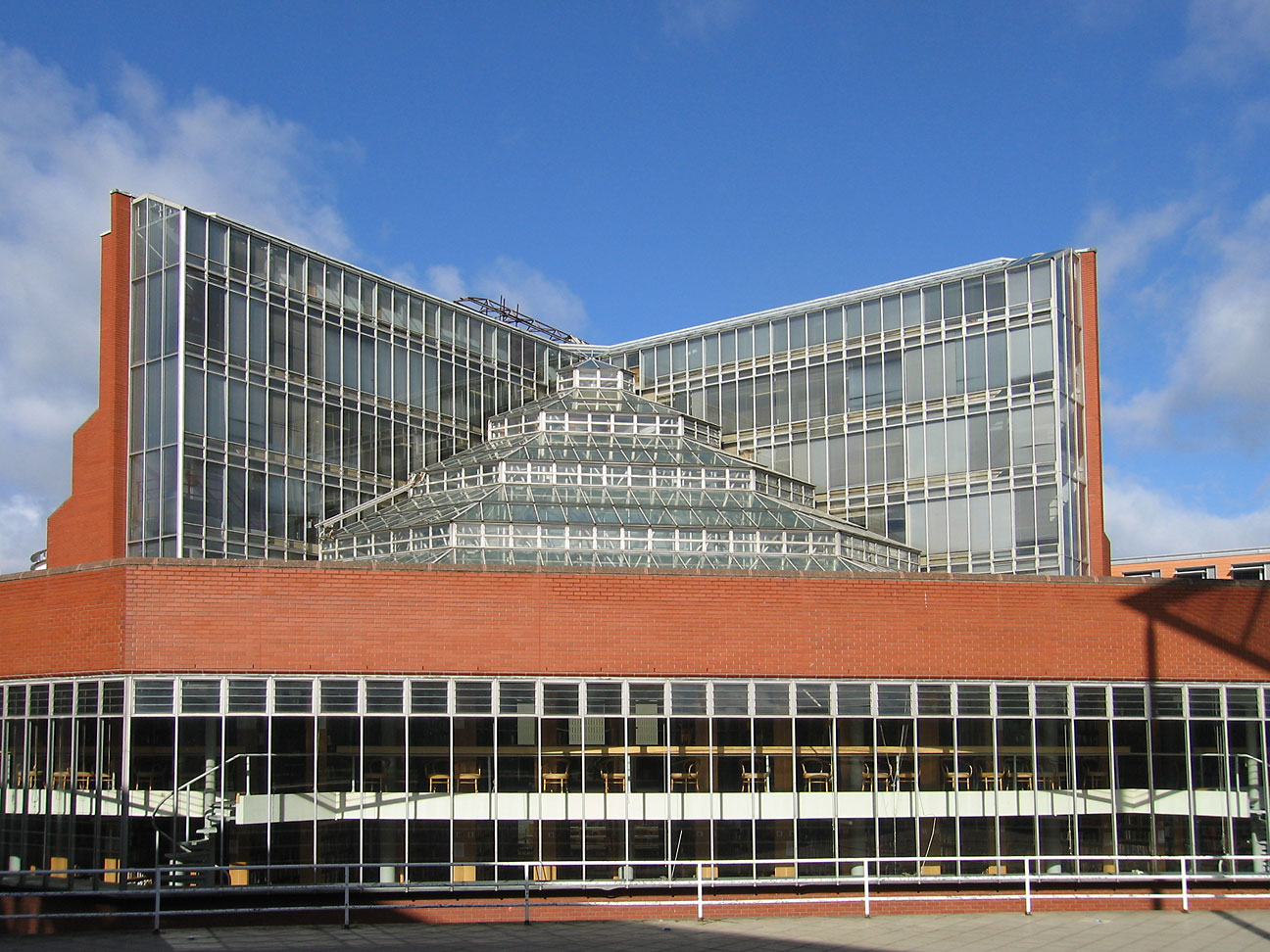
A Történettudományi Intézet
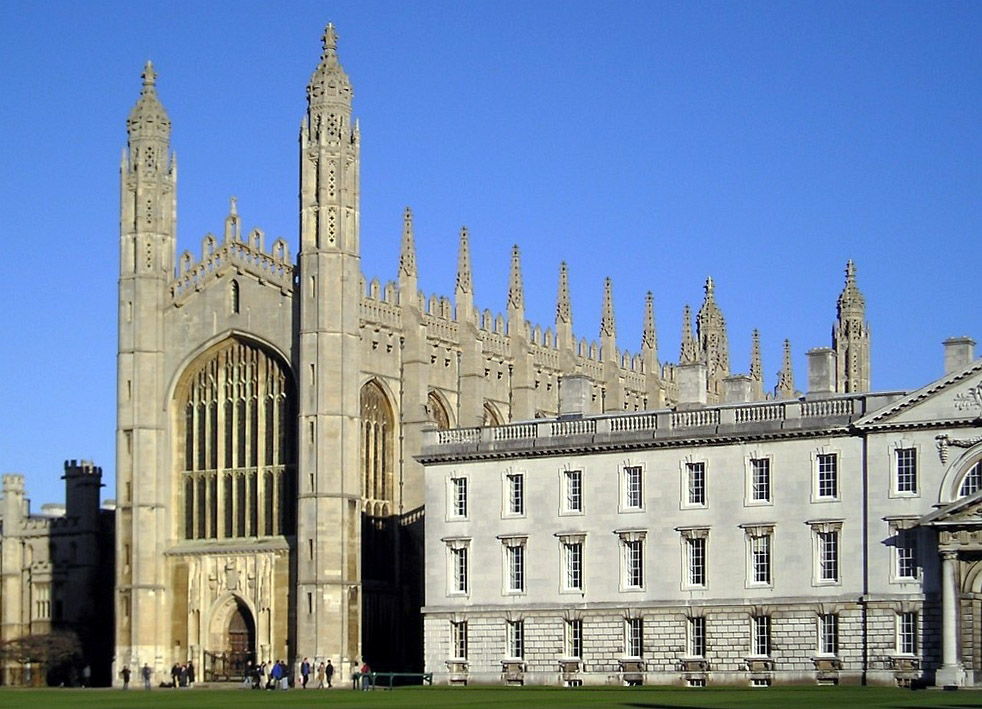
A King's College kápolnája hátulról
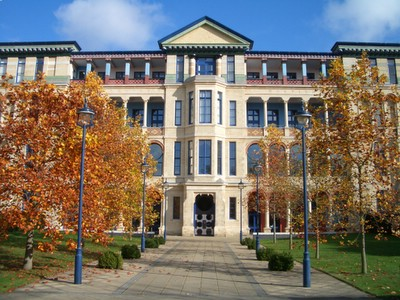
A Judge Üzleti Iskola, az egyetem üzleti intézete
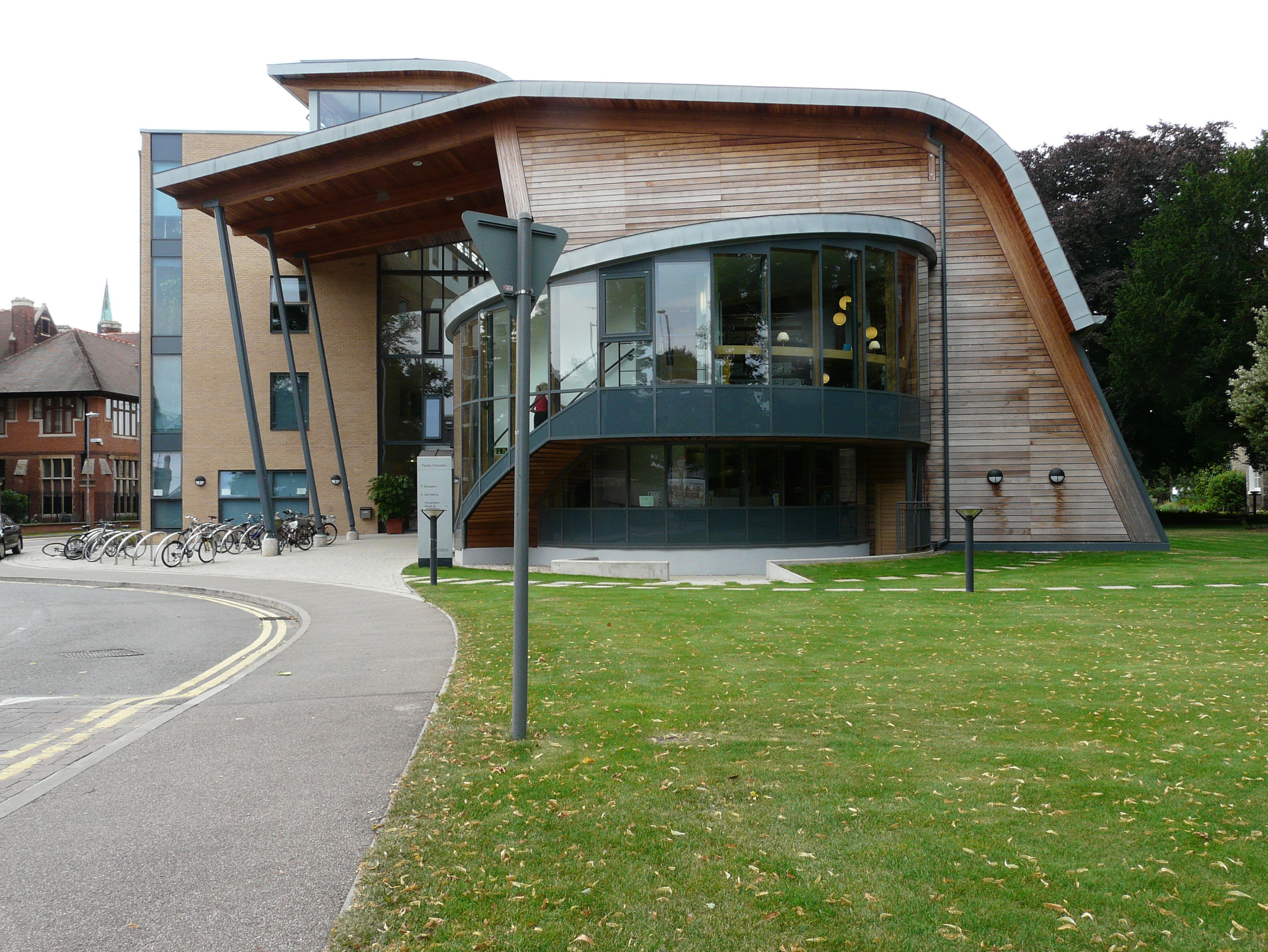
A Neveléstudományi Intézet
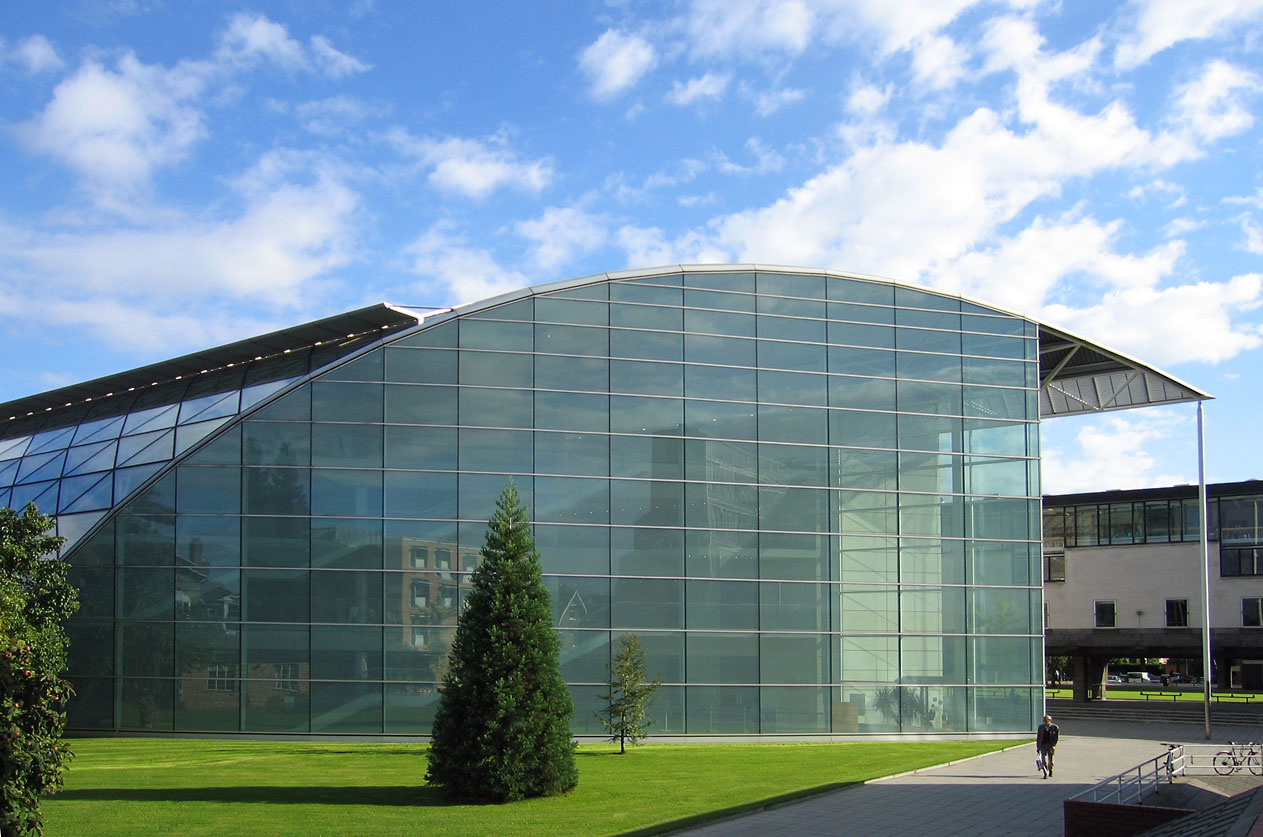
A Jogi Intézet
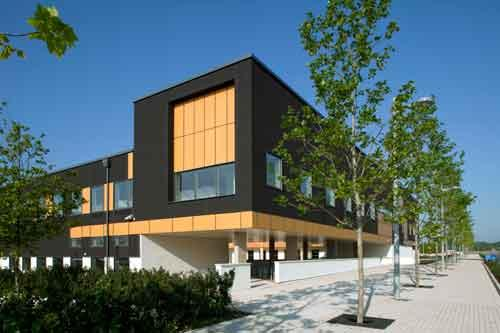
A Gyártási Tanszék épülete - a tanszék a Mérnöki Intézethez tartozik
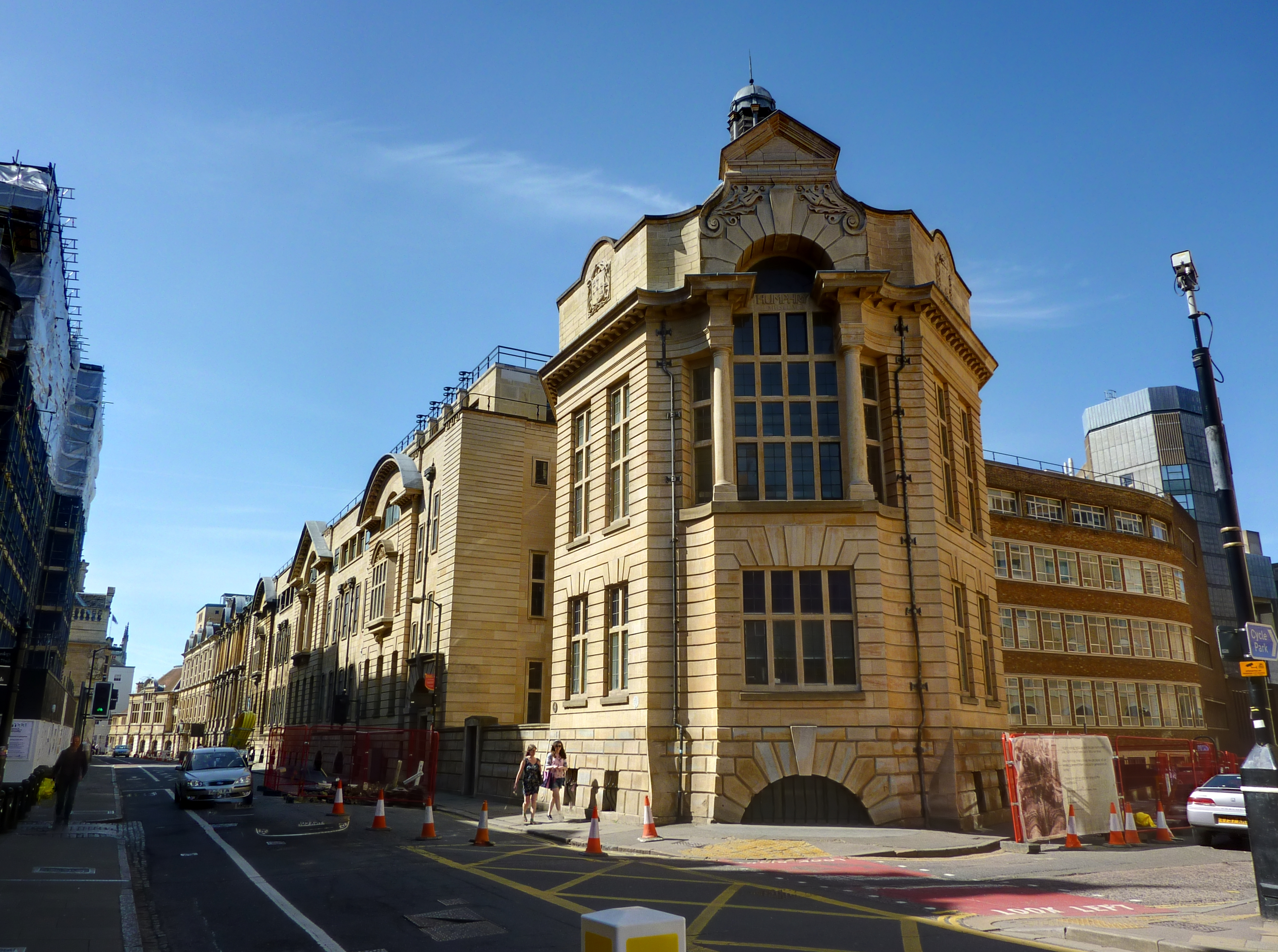
Az Orvosi Iskola épületegyüttese
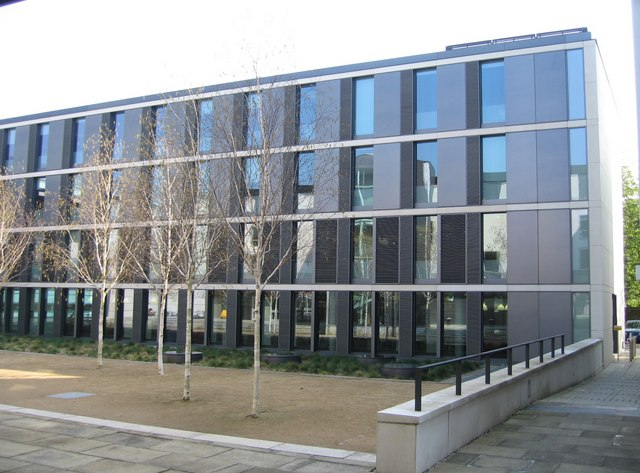
A Kriminológiai Intézet épülete
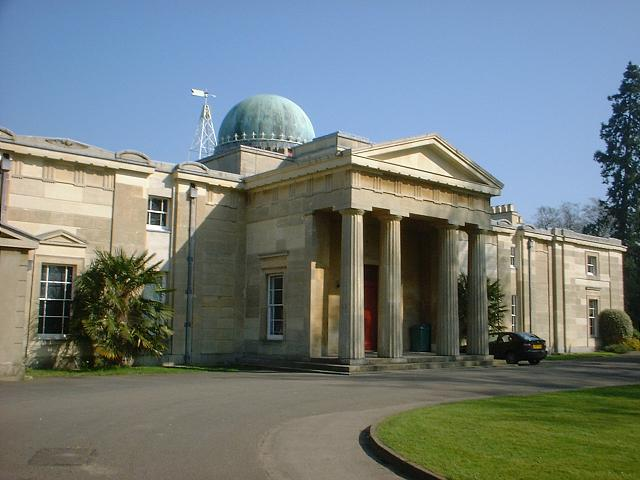
Az Asztronómiai Intézet egyik épülete
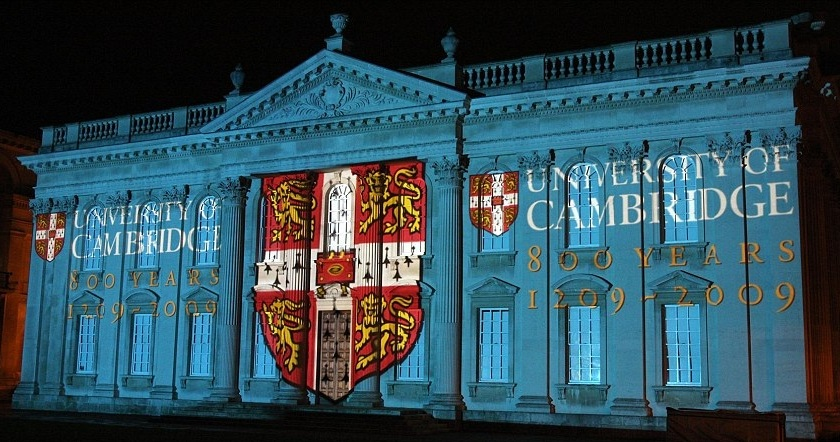
Kivetités a Szenátus épületén az egyetem alapításának 800. évfordulós ünnepségsorozatán
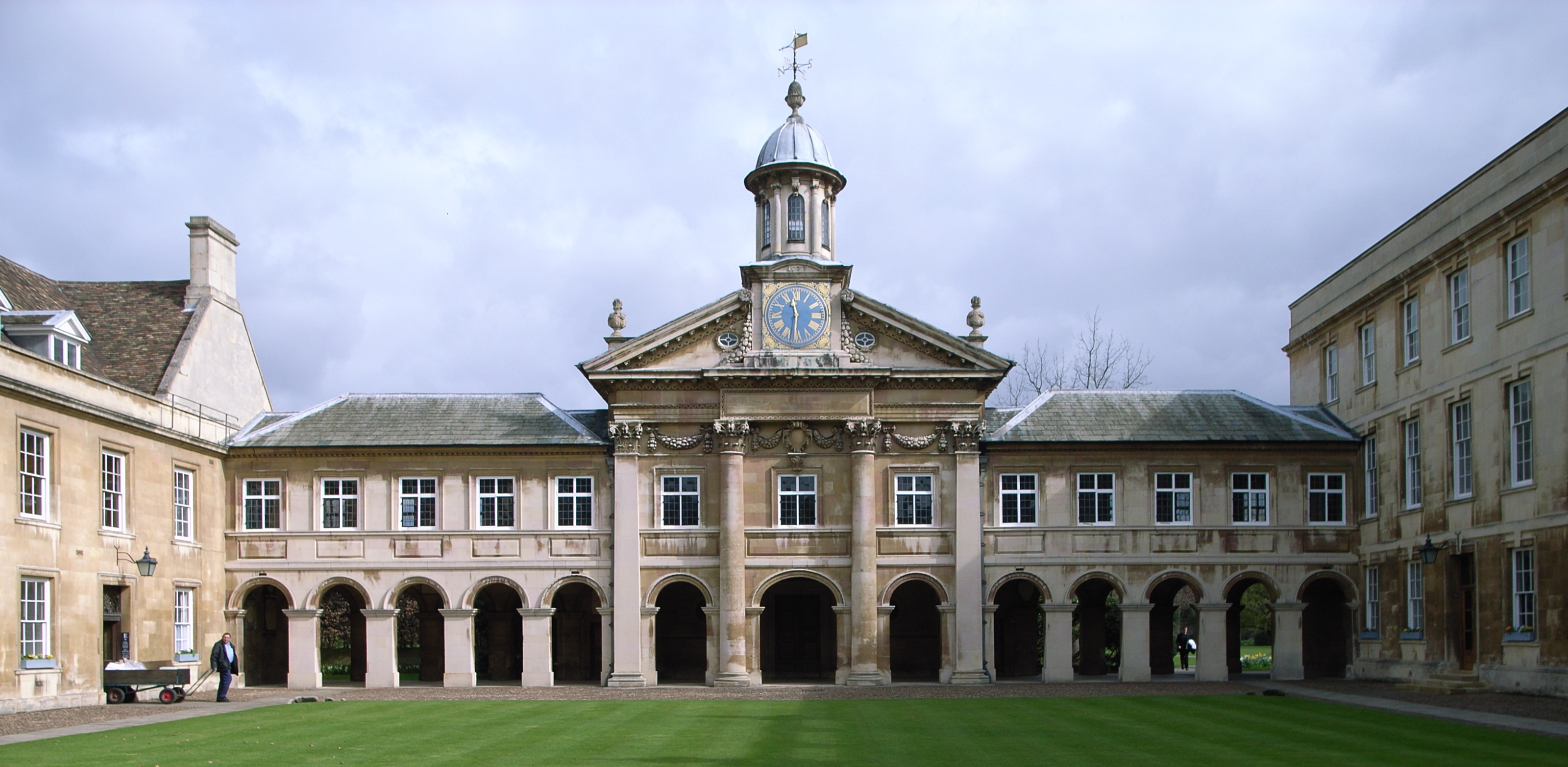
Az Emmanuel College kápolnája
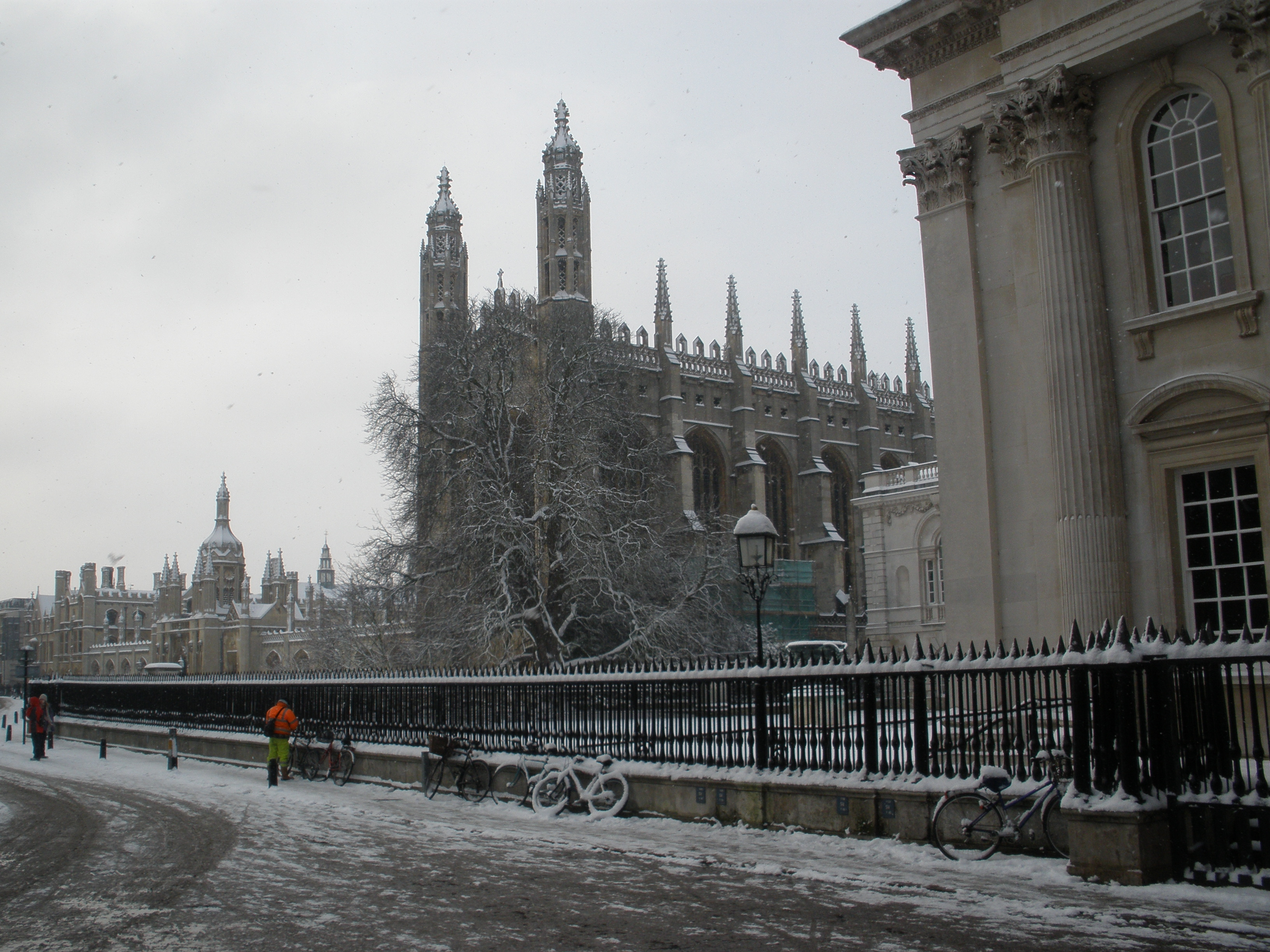
A King's College és a Szenátus épülete télen
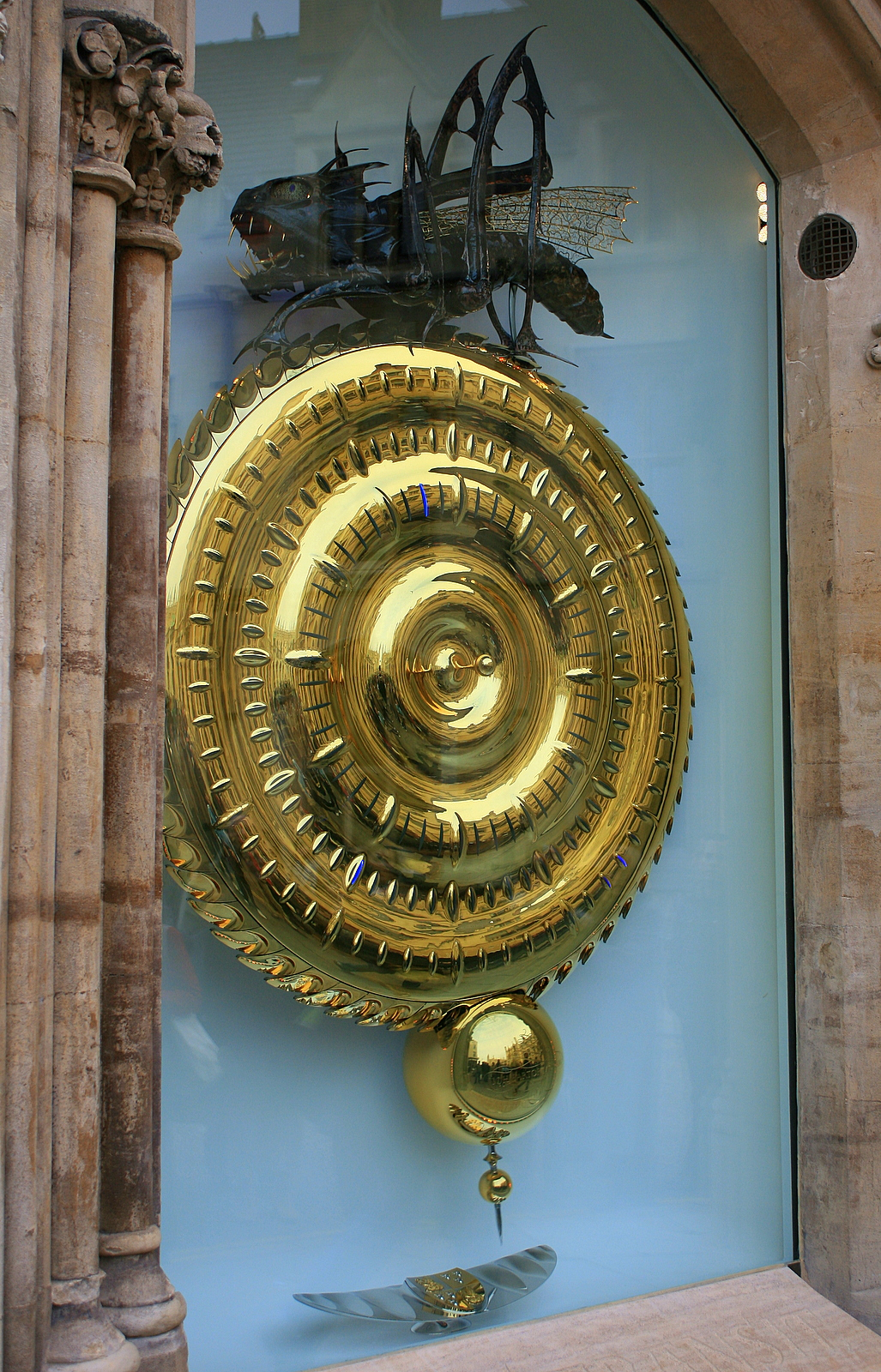
A Corpus Christi College kronofágja, a "Corpus óra"
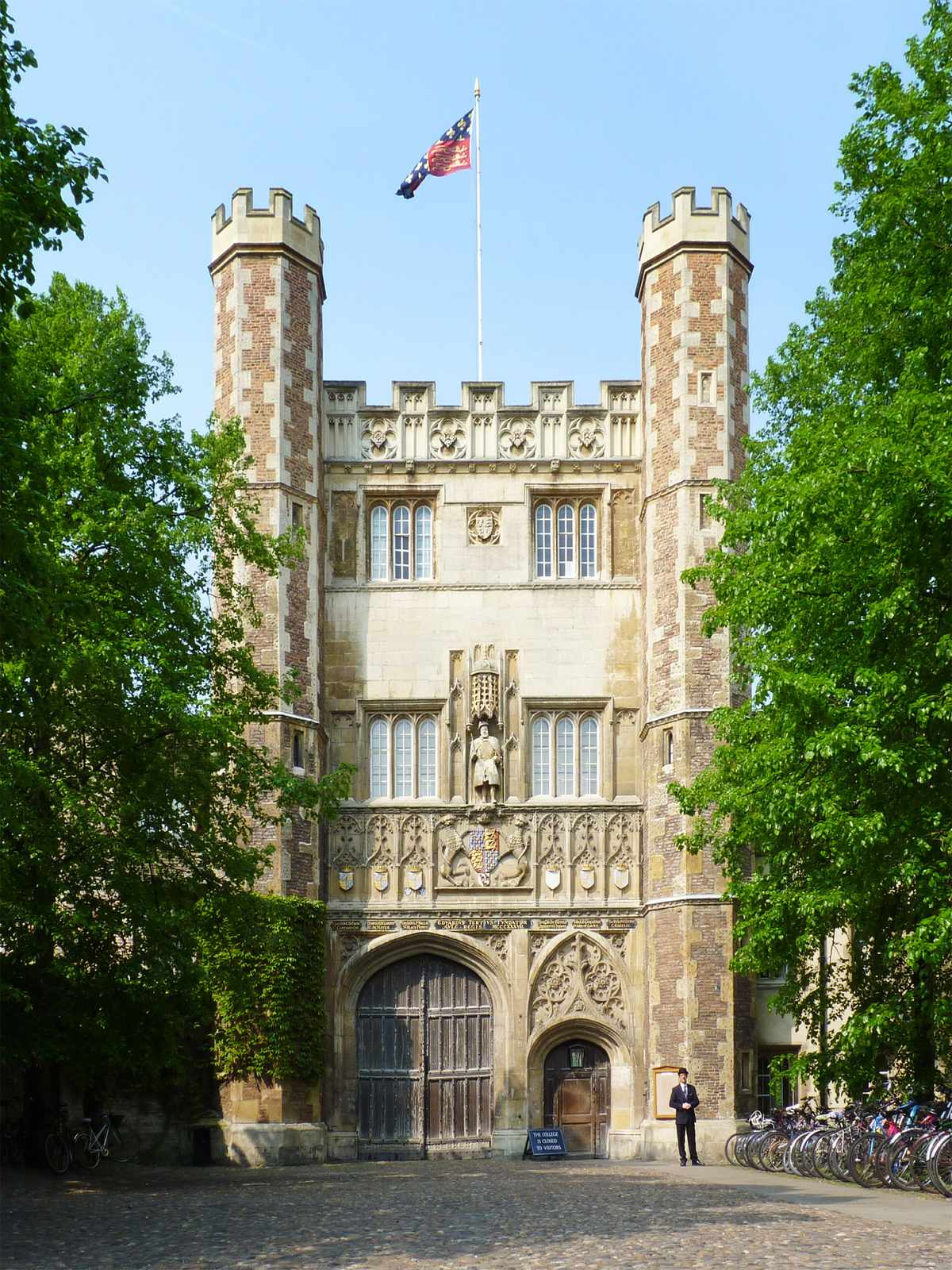
A Trinity College Nagykapuja, középen az alapító, VIII. Henrik szobrával
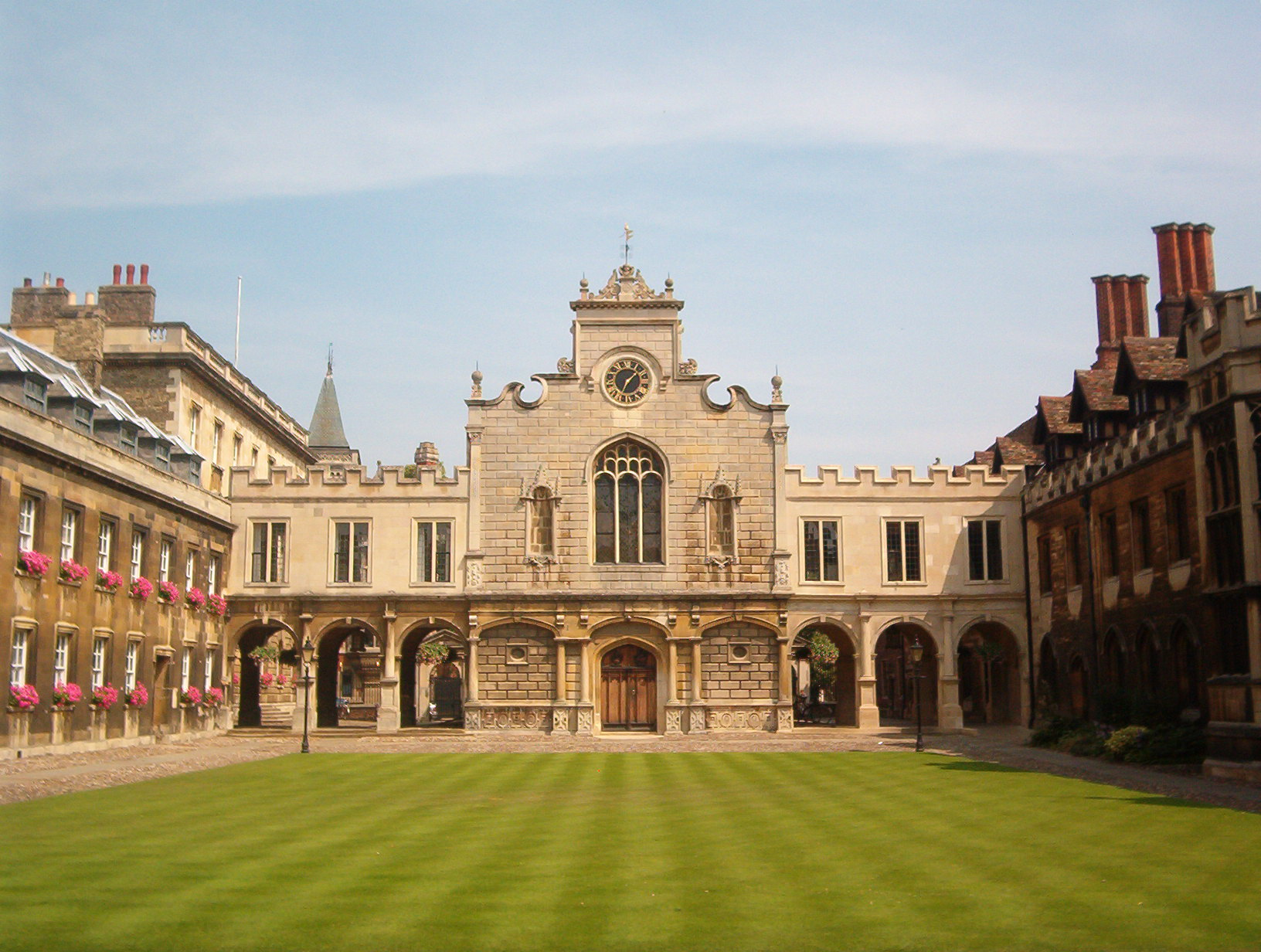
A Peterhouse első udvara
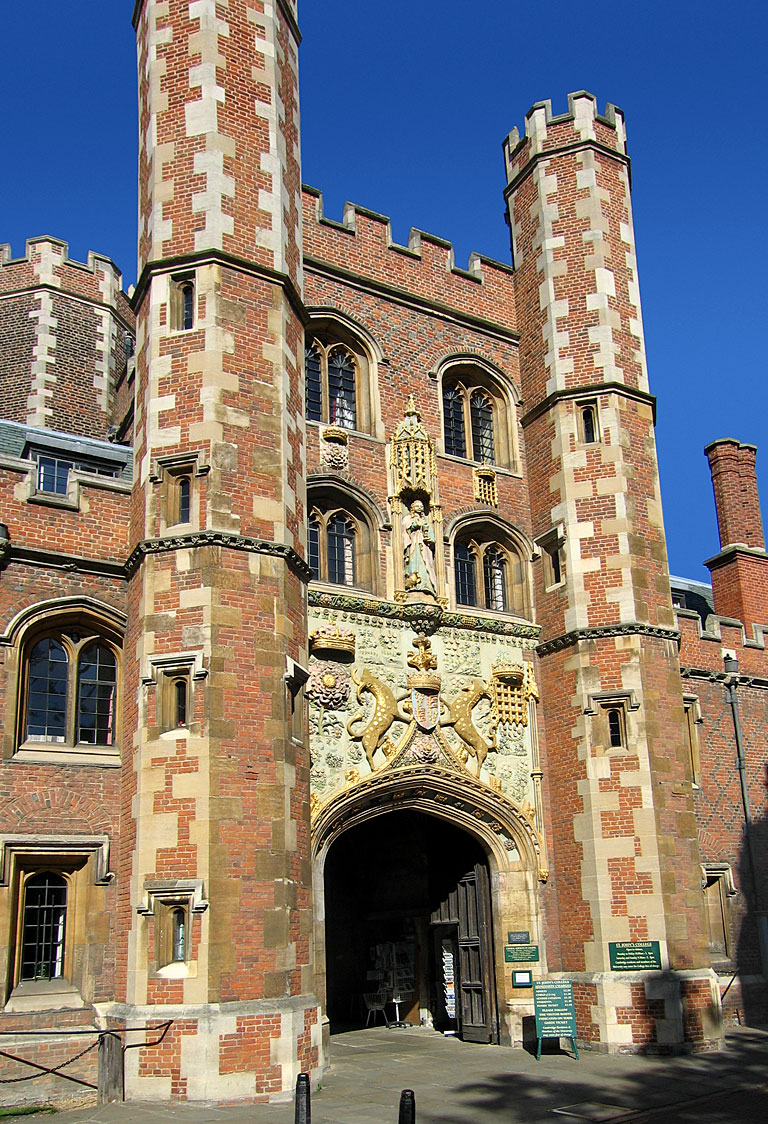
A St John's College főbejárata
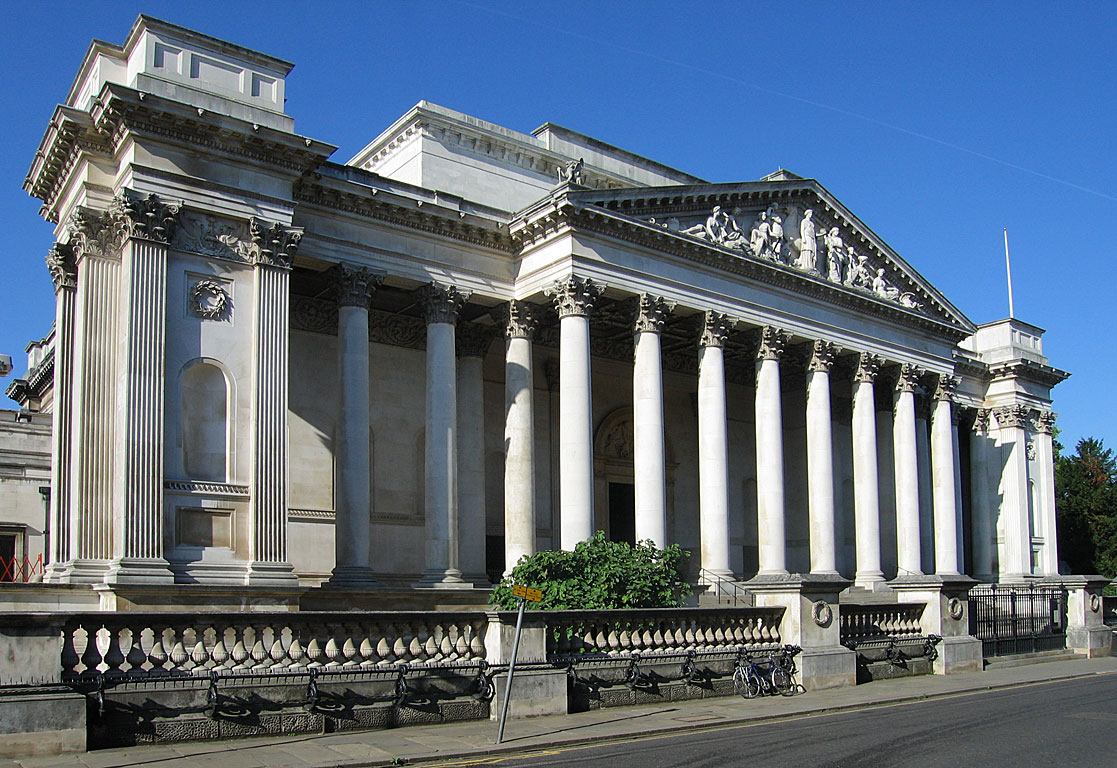
A Fitzwilliam múzeum
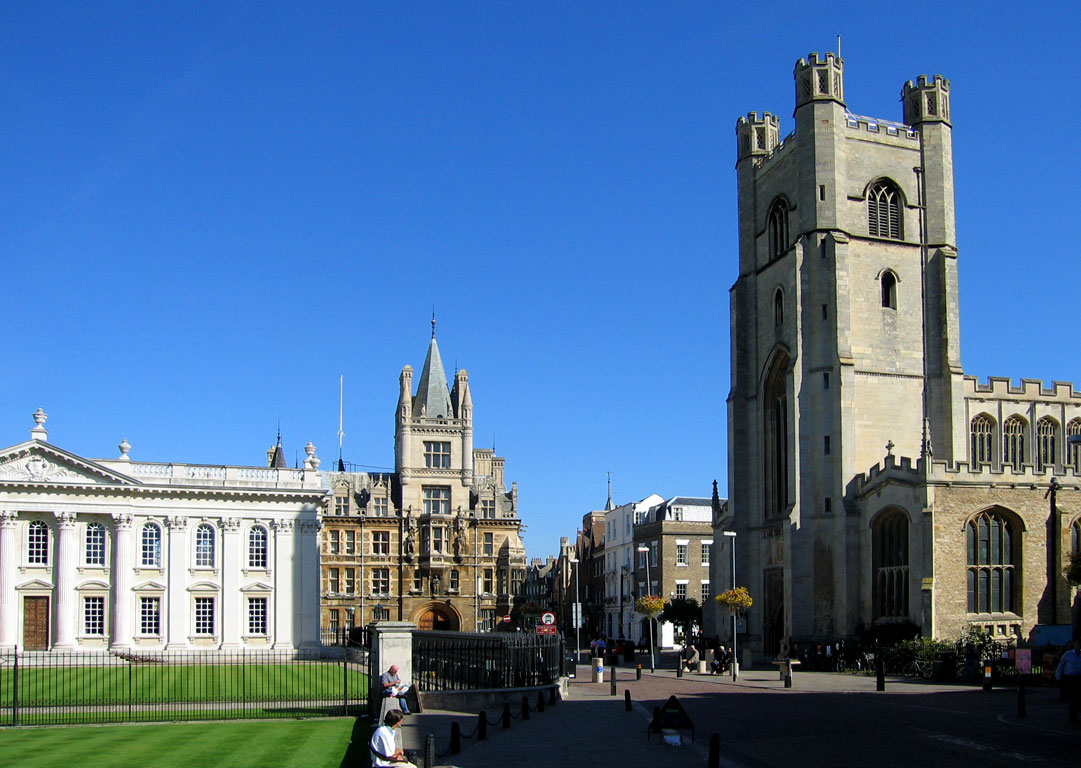
Az egyetem temploma, a St Mary jobbra, balra a szenátus épülete, szemben pedig a Caius College tornya
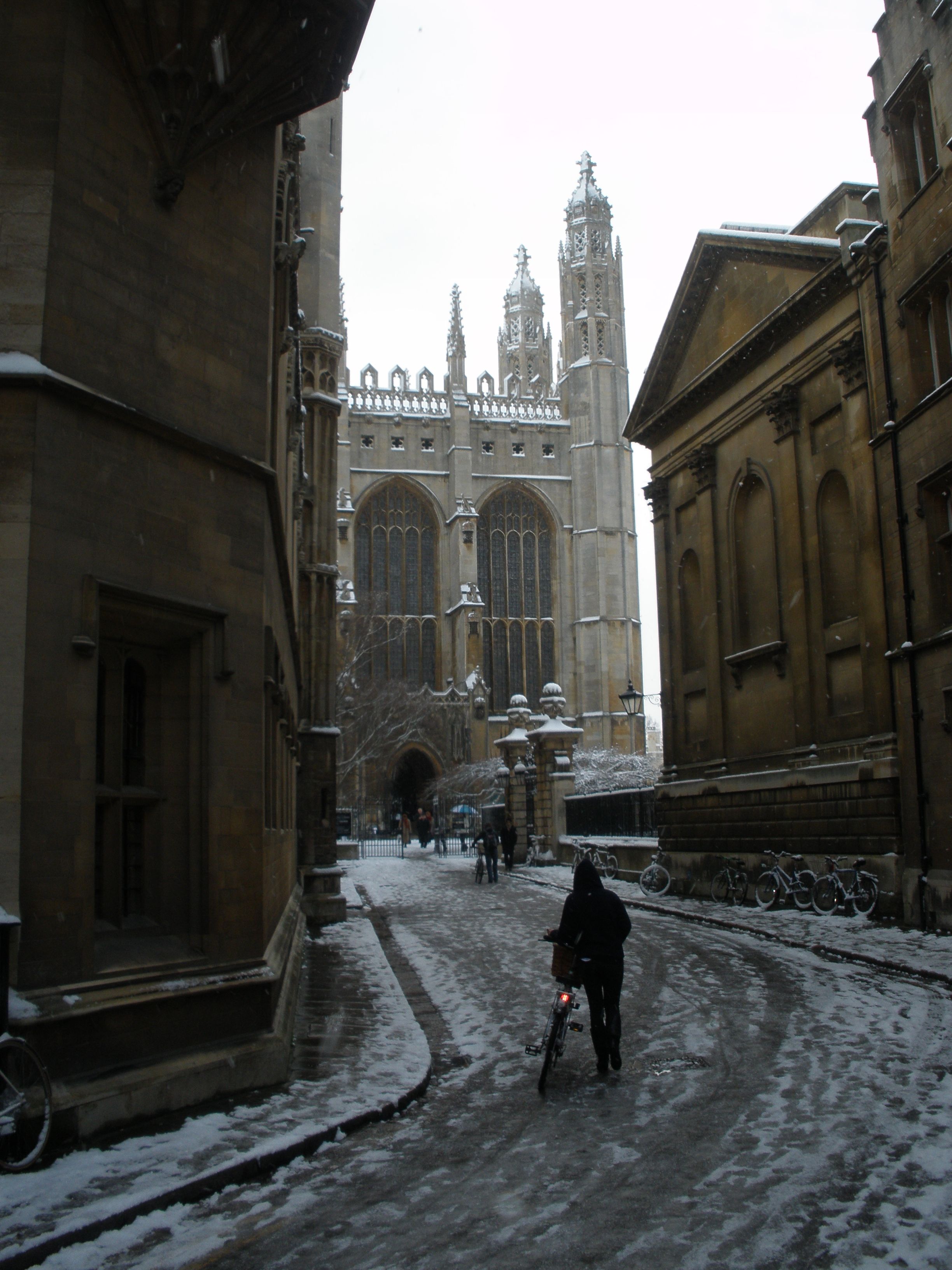
A King's College kápolnája, a Trinity Lane-ről nézve, télen
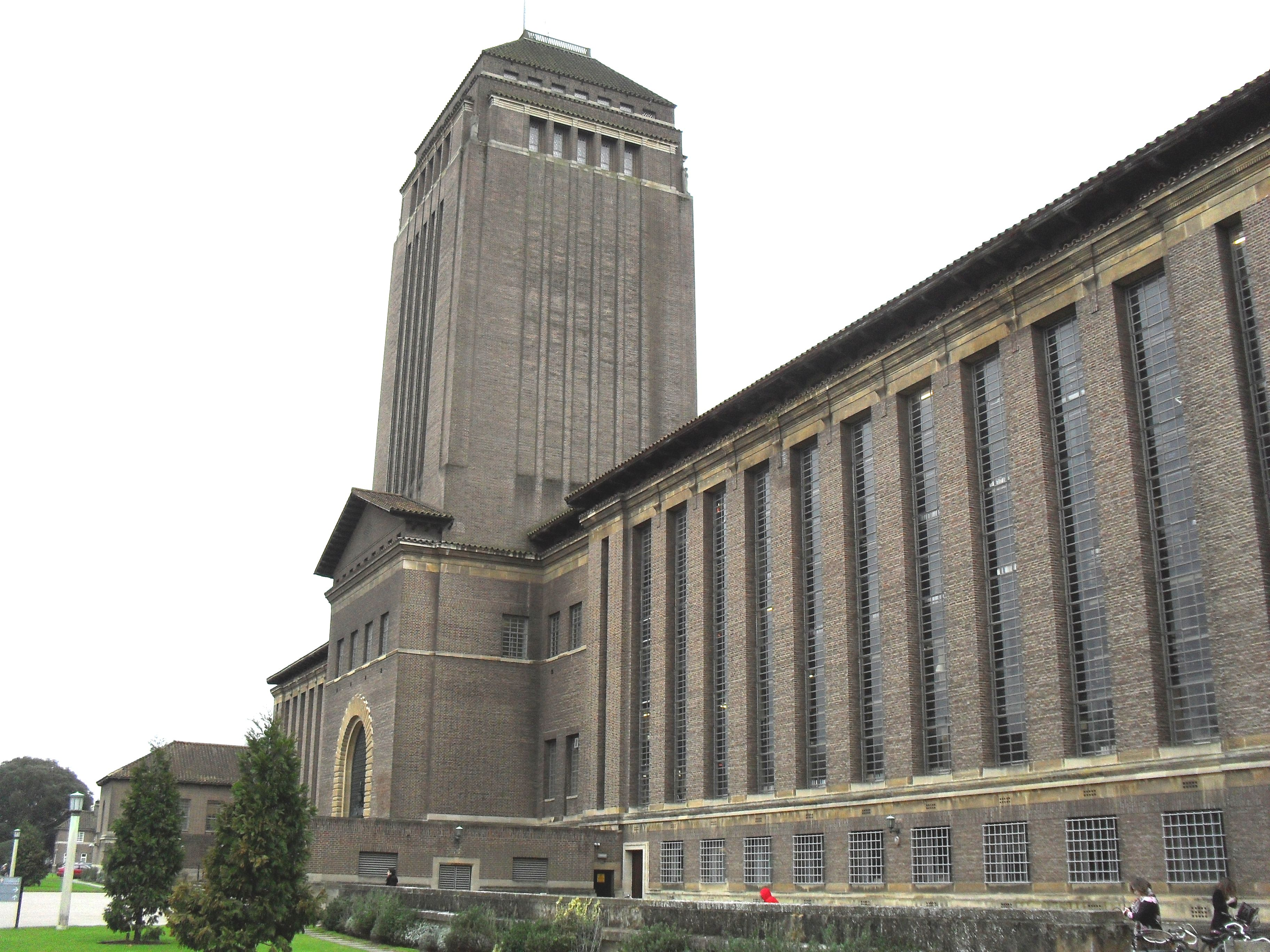
Az egyetemi főkönyvtár
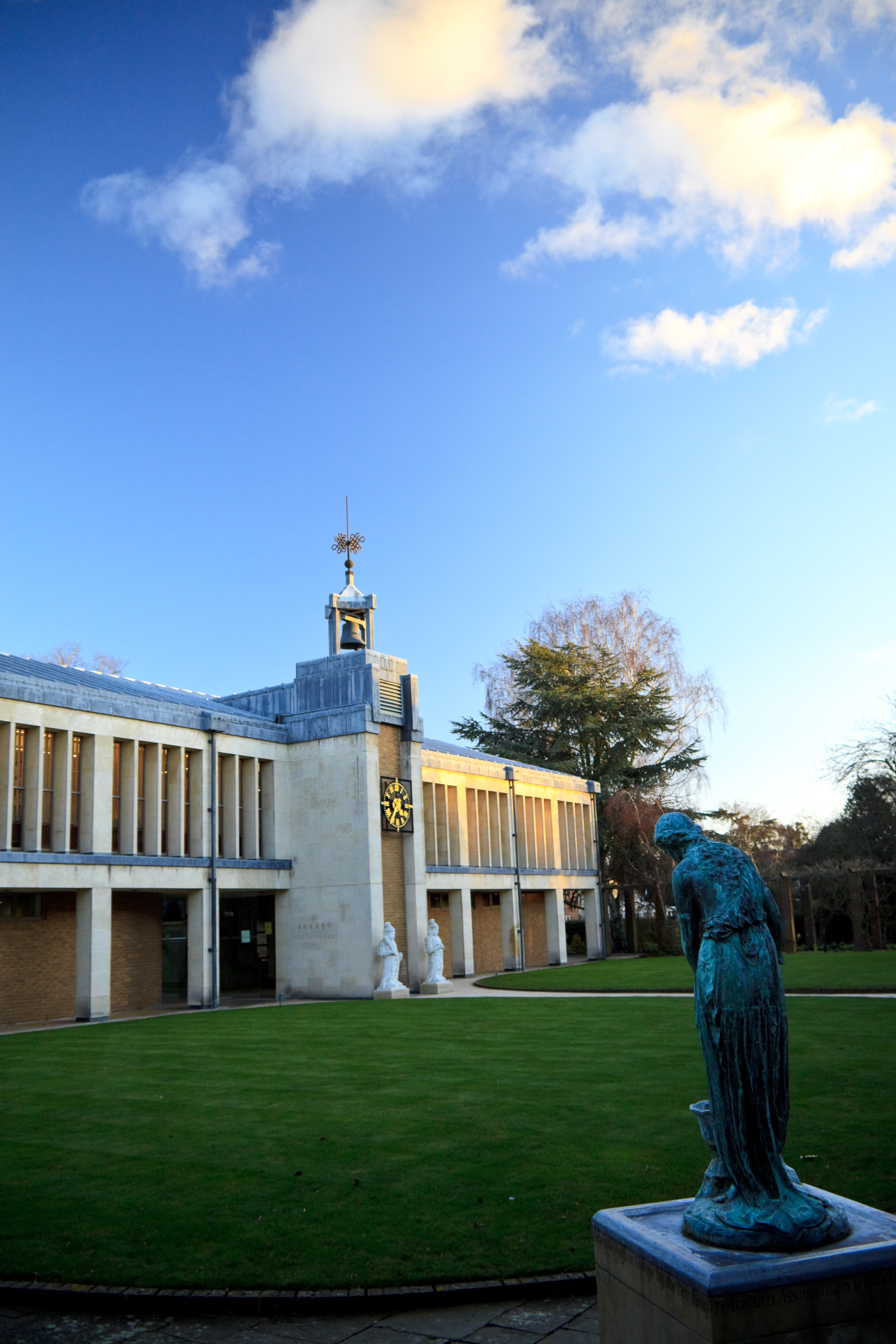
Lee Seng Tee Könyvtár, Wolfson College
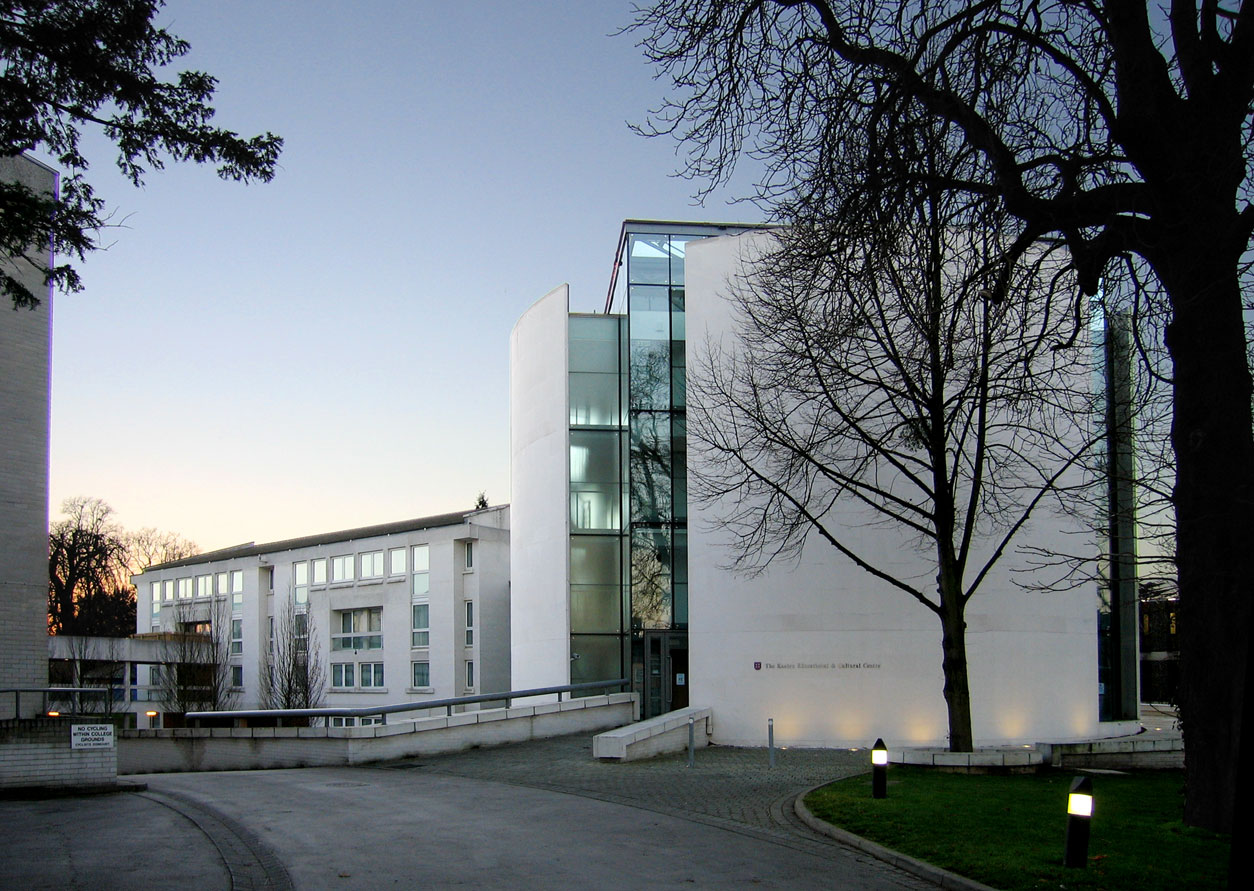
Kaetsu Centrum, Murray Edwards College
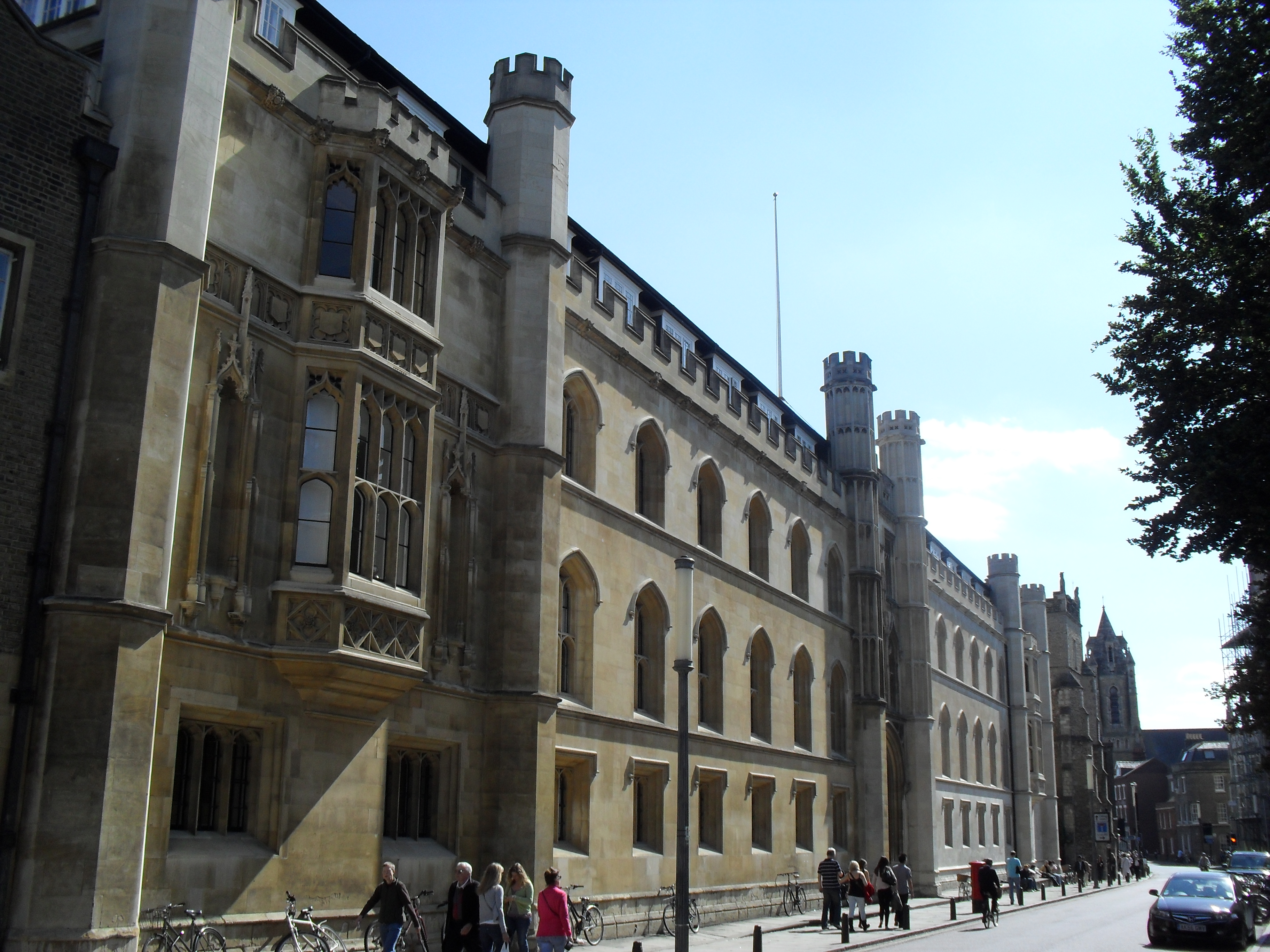
Corpus Christi College főbejárat
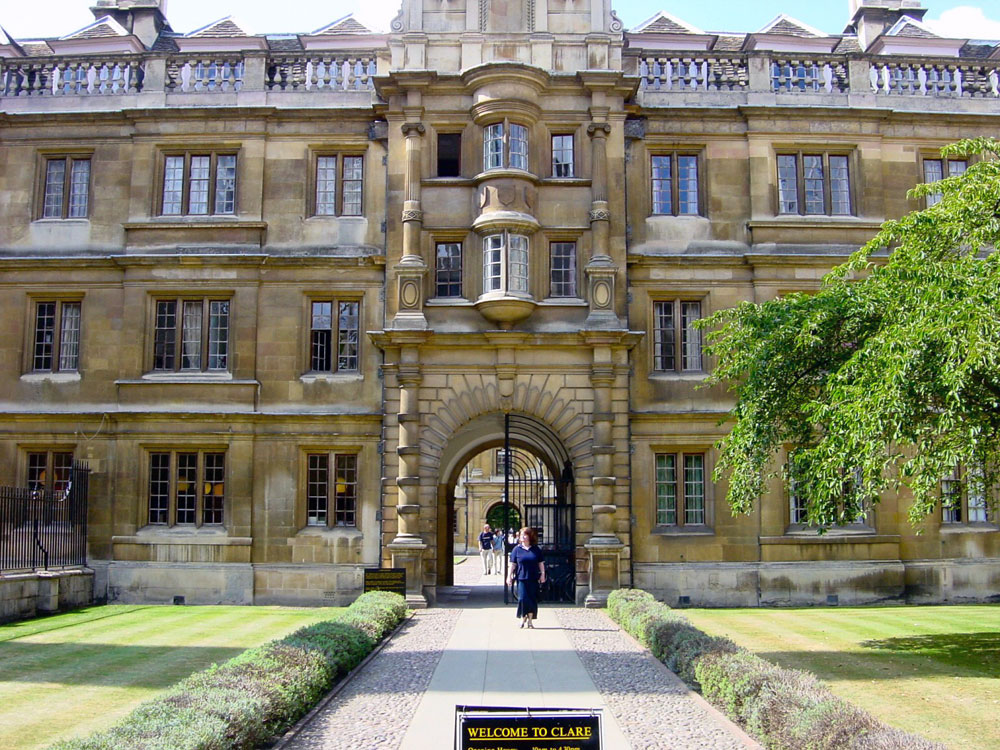
Clare College Régi Udvar
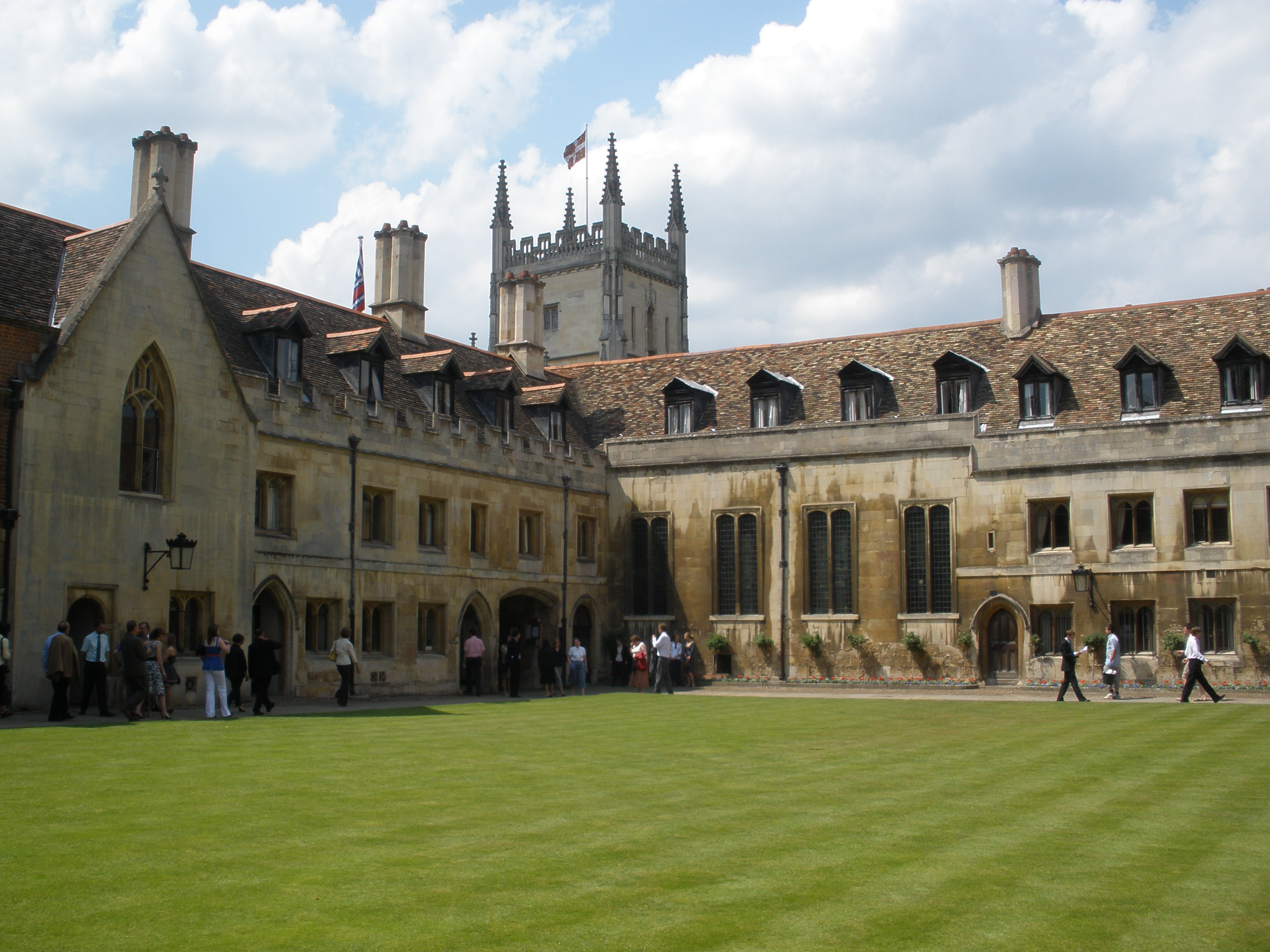
Pembroke College
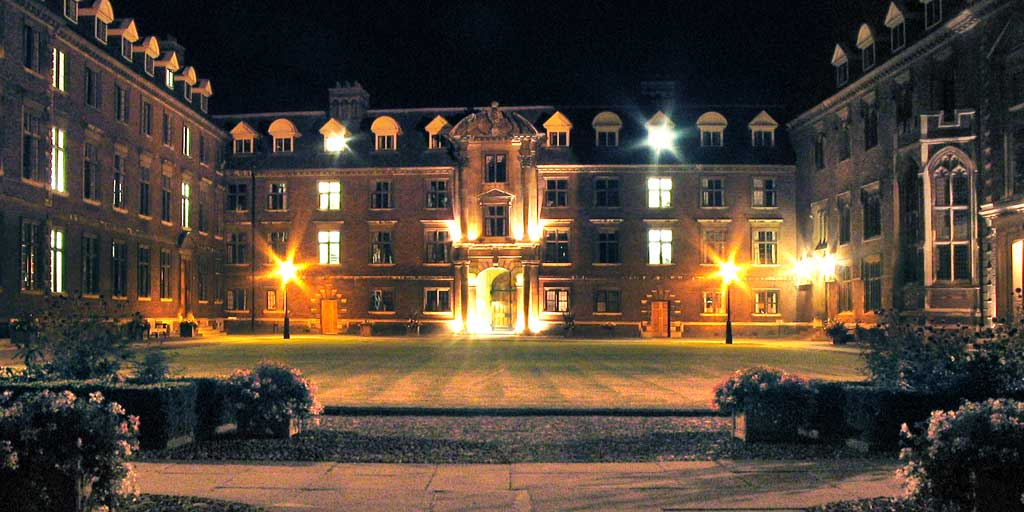
St Catherine's College
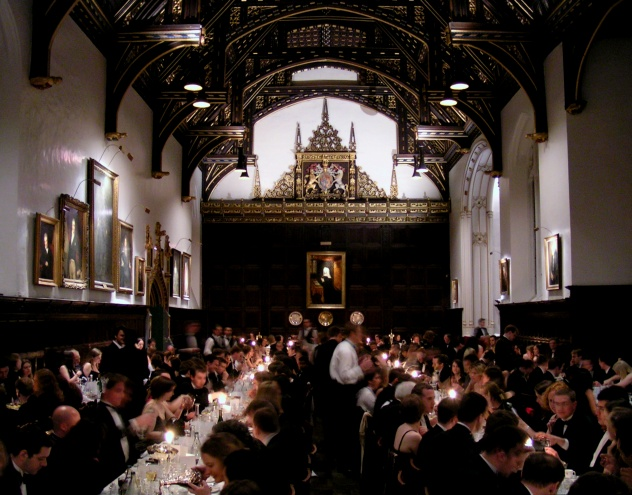
Díszvacsora a St. John's College-ban

| Galéria |
| --- |
| - A Történettudományi Intézet - A King's College kápolnája hátulról - A Judge Üzleti Iskola, az egyetem üzleti intézete - A Neveléstudományi Intézet - A Jogi Intézet - A Gyártási Tanszék épülete - a tanszék a Mérnöki Intézethez tartozik - Az Orvosi Iskola épületegyüttese - A Kriminológiai Intézet épülete - Az Asztronómiai Intézet egyik épülete - Kivetités a Szenátus épületén az egyetem alapításának 800. évfordulós ünnepségsorozatán - Az Emmanuel College kápolnája - A King's College és a Szenátus épülete télen - A Corpus Christi College kronofágja, a "Corpus óra" - A Trinity College Nagykapuja, középen az alapító, VIII. Henrik szobrával - A Peterhouse első udvara - A St John's College főbejárata - A Fitzwilliam múzeum - Az egyetem temploma, a St Mary jobbra, balra a szenátus épülete, szemben pedig a Caius College tornya - A King's College kápolnája, a Trinity Lane-ről nézve, télen - Az egyetemi főkönyvtár - Lee Seng Tee Könyvtár, Wolfson College - Kaetsu Centrum, Murray Edwards College - Corpus Christi College főbejárat - Clare College Régi Udvar - Pembroke College - St Catherine's College - Díszvacsora a St. John's College-ban |